# Лана Дель Рей
Елíзабет Вýлрідж Ґрант (англ. Elizabeth Woolridge Grant), знана як Лáна Дель Рей (англ. Lana Del Rey; нар. 21 червня 1985, Нью-Йорк, США) — американська співачка, авторка пісень, композиторка, музична продюсерка, поетеса та акторка. Шестиразова номінантка премії «Ґреммі», лауреат Brit Awards, MTV Europe Music Awards, Satellite, «Золотого глобусу», Gaffa. Її музика не раз відзначалася критикою за кінематографічний стиль, меланхолію, а також за посилання на американську поп-культуру 1950-х та 1960-х.
Лана Дель Рей почала свою кар'єру в 2005 році, проте світова популярність прийшла до неї після випуску дебютного синглу «Video Games» (2011). Подальше визнання Лана здобула після релізу свого другого студійного альбому Born to Die. 2012 року французький діджей Седрік Жерве випустив ремікс на пісню Дель Рей «Summertime Sadness», який дебютував із шостої позиції в чарті Billboard Hot 100 і приніс оригінальній версії ще більшу популярність. У листопаді 2012 року виконавиця випустила мініальбом Paradise, який через два роки було номіновано на американську музичну премію «Греммі» в номінації «Найкращий вокальний поп-альбом», але поступився Unorthodox Jukebox Бруно Марса. 2013 року Дель Рей випустила короткометражний фільм «Tropico», автором сценарію, композитором і актрисою якого виступила вона сама. Третій альбом співачки, Ultraviolence, досяг значного комерційного успіху, очоливши чарти п'ятнадцяти країн, включаючи Австралію, Канаду та Великобританію. За тиждень після релізу в усьому світі було продано понад 800 тисяч копій платівки. За підсумками року, Ultraviolence посів четверте місце в рейтингу найпродаваніших альбомів жінок-виконавиць у США, поступившись лише релізам Бейонсе, Тейлор Свіфт і Барбари Стрейзанд. Наступний альбом, Honeymoon, ознаменував відхід від рок-орієнтованого Ultraviolence та повернення до бароко-поп стилю Born to Die та Paradise. Альбом увійшов до списків кращих платівок 2015 року багатьох видань, включаючи Billboard, NME, The Telegraph, The New York Times, Rolling Stone.
Для свого п'ятого студійного альбому під назвою Lust for Life, Лана вперше записала треки з іншими виконавцями, а саме з The Weeknd, Стіві Нікс, Шоном Ленноном, ASAP Rocky та Playboi Carti. Платівка отримала позитивні відгуки від критиків, а також дебютувала з першої позиції у Billboard 200, повторивши успіх Ultraviolence. У 2019 році вийшов альбом Norman Fucking Rockwell!. Він приніс Дель Рей дві номінації на «Греммі» в головних категоріях — «Альбом року» і «Пісня року» (за головний трек) і був включений виданням Rolling Stone до списку «500 найвеличніших альбомів всіх часів». Пізніше співачка випустила альбоми Chemtrails Over the Country Club та Blue Banisters — обидва у 2021 році. Реліз дев'ятої платівки під назвою Did You Know That There's a Tunnel Under Ocean Blvd відбувся 24 березня 2023 року й отримав високі комерційні показники та критичні відгуки.
Дель Рей не раз записувала саундтреки для фільмів. 2013 року вона випустила «Young and Beautiful» для романтичної драми «Великий Гетсбі», у 2014 році —  «Once Upon a Dream» для фентезійного фільму «Чаклунка» і «Big Eyes» для «Великі очі». Вона також співпрацювала з Аріаною Ґранде та Майлі Сайрус над «Don't Call Me Angel», піснею, що ввійшла до саундтреку фільму «Ангели Чарлі» (2019). 28 липня 2020 року вийшла перша збірка віршів Лани під назвою «Violet Bent Backwards Over The Grass».

## Ранні роки
Елізабет Вулрідж Ґрант народилася 21 червня 1985 року в Мангеттені, Нью-Йорк, у сім’ї Роберта Інгленда Ґранта-молодшого, копірайтера маркетингової компанії Gray Group, і Патриції Енн Гілл, менеджерки по роботі з клієнтами у цій самій компанії. У Дель Рей є молодша сестра Керолайн «Чак» Грант і молодший брат Чарлі Грант. Її дідусь по батьковій лінії, Роберт Інгланд Грант-старший, був інвестиційним банкіром у Kidder, Peabody & Co, віце-президентом компаній Plogue, Inc. та Textron, а також володів венчурним капіталом. Дель Рей має шотландське коріння.
Коли Лані виповнився рік, її родина переїхала в Лейк-Плесід, Нью-Йорк. У Лейк-Плесіді її батько працював на меблеву компанію, перш ніж стати інвестором у підприємницький домен, а мати стала вчителькою середньої школи. Там Дель Рей деякий час відвідувала школу Св. Агнеси і почала співати у церковному хорі. Один рік майбутня співачка навчалася в середній школі, де викладала її мати, але коли Лані було 14-15 років, батьки відправили її до школи Кента на «перевиховання» (у той час у неї була алкогольна залежність). Дядько дівчини, який працював в приймальній комісії навчального закладу, надав їй фінансову допомогу для відвідування школи.

До того, як почати кар'єру, Дель Рей мріяла бути поетесою. У період дитинства Лани, її батько писав кантрі-пісні для «особистого задоволення», а мати цікавилася співом, що досить сильно вплинуло на неї. В інтерв'ю MTV Дель Рей сказала: «Мій тато був шанувальником The Beach Boys, а мама — Карлі Саймон, але ми їх дійсно не слухали – ми просто вмикали радіо і насолоджувалися тим, що грає». Після закінчення школи, Дель Рей вступила до Державного університету в Дженесіо, але вирішила не відвідувати його, і натомість переїхала жити до дядька і тітки в Лонг-Айленд, працюючи офіціанткою в кафе. У цей час дядько навчив її грати на гітарі і вона зрозуміла, що могла б написати велику кількість композицій за допомогою шести акордів. Згодом вона почала писати пісні та виступати у нічних клубах міста під різними псевдонімами, зокрема Спаркл Джамп Роуп Квін (англ. Sparkle Jump Rope Queen) та Ліззі Грант і феномени (англ. Lizzy Grant and the Phenomena). Пізніше вона часто говорила:
|  | Я завжди співала, але ніколи не планувала займатися цим всерйоз. |

Наступної осені Дель Рей вступила до Фордгемського університету на факультет філософії з акцентом на метафізику. Вона прокоментувала свій вибір так: «Це допомогло мені подолати розрив між Богом і наукою. Мене цікавив Бог і те, як близько технології можуть привести нас до розуміння того, звідки ми родом і чому». За її словами, коли вона навчалася в школі Кента, їй було важко шукати друзів, але завдяки музиці й філософії їй стало набагато легше знаходити «своїх» людей. Деякий час Лана жила в Бронксі, і пізніше, під час навчання у коледжі, переїхала до Нью-Джерсі, щоб займатися волонтерством, допомагаючи бездомним дітям, а також беручи участь у програмах проти алкогольної та наркотичної залежності. 2007 року Лана підписала контракт на запис з лейблом 5 Points Records і переїхала в Мобіл Гоум Парк в Мангеттені, де жила в автобудинку, і водночас здобувала освіту в університеті. Після коледжу вона переїхала в Бруклін, де проживала наступні чотири роки.

## Кар'єра

### 2005–2010: Початок кар’єри та ранні записи
25 квітня 2005 року, сім треків з альбому Rock Me Stable, що мав альтернативну назву Young Like Me, були зареєстровані на ім'я Елізабет Ґрант у Бюро авторського права США. Назви зареєстрованих на той момент треків невідомі. У період з 2005 по 2006 рік Дель Рей також записала акустичний альбом Sirens під псевдонімом Мей Джейлер (англ. May Jailer), що був злитий в Інтернет у середині 2012 року. 
«Я хотіла бути частиною музикантів великої сцени. Це було свого роду натхненням, тому що у мене не було багато друзів. Я сподівалася, що зустрінуся з людьми, полюблю їх, і навколо мене сформується спільнота, як це було в 60-х роках».

Під час свого першого публічного виступу в 2006 році на конкурсі «Williamsburg Live Songwriting Competition», Лана познайомилася з Ван Вілсоном, представником 5 Points Records, незалежного лейблу, що належить Девіду Ніхтерну. Пізніше вона підписала контракт із цим лейблом і почала працювати з продюсером Девідом Кейном. В одному з інтерв'ю виконавиця розповіла: «Девід захотів працювати зі мною наступного ж дня після того, як отримав мій демозапис. Він знаний як чесний продюсер, що не був зацікавлений у створенні банальної поп-музики». Проте вихід альбому Дель Рей було відкладено, що змусило співачку зосередити свою увагу на громадській роботі. В інтерв'ю британському журналу Vogue співачка сказала: «Аутрич-робота (соціальні послуги з надання інформації та первинної медичної допомоги бездомним) —  це було моє життя останні п'ять років». 

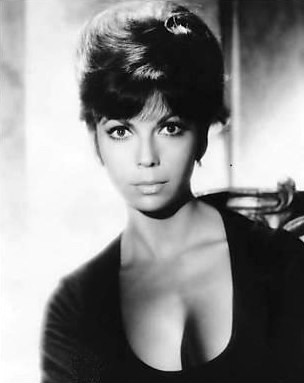
На початку кар'єри Дель Рей жартома називала себе «гангста-Ненсі Сінатра».

У 2007 році, будучи студенткою у Фордгемі, вона подала демо акустичних треків з мініальбому No Kung Fu на лейбл 5 Points, що запропонував їй контракт на запис на 10 000 доларів. Вона використала гроші, щоб переїхати до трейлерного парку в Норт-Бергені, штат Нью-Джерсі. 2008 року Дель Рей закінчила університет зі ступенем бакалавра філософії, після чого випустила мініальбом Kill Kill під псевдонімом Ліззі Ґрант (англ. Lizzy Grant) за участю Кейна. Він складався з трьох треків — «Kill Kill», «Gramma» і «Yayo». Усі вони згодом увійшли до її дебютного альбому Lana Del Ray, запис якого відбувався протягом трьох місяців у 2008 році. У той період Кейн розповів на своєму офіційному сайті про історію створення треку «Gramma» з Ланою: «Бабуся Ліззі настільки важлива для неї. Коли ми записували пісню, вона тримала її фотографію на колінах і плакала». Реліз альбому тривалий час переносився і зрештою платівка була видана на лейблі 5 Points Records у січні 2010. Батько співачки фінансово допоміг їй із маркетингом; альбом був доступний для придбання на iTunes кілька місяців, після чого був видалений через відсутність коштів на промокомпанію диска. Згодом Дель Рей познайомилася зі своїми менеджерами Беном Моусоном та Едом Міллеттом, і вони допомогли їй розірвати контракт із 5 Points Records, де, на її думку, «нічого не відбувалося». Невдовзі після цього вона переїхала з Моусоном до Лондона на кілька років. У червні 2010 року Лана знялася в ролі повії Лізи у короткометражному фільмі «Біля басейну», режисером якого виступив Аарон Чарльз Пір. Фільм показали на кінофестивалі PictureStart Film Festival у Нью-Йорку 5 червня 2012 року, після чого він здобув перемогу в номінації «Найкращий короткометражний фільм» на премії Audience Award.
У період запису Lana Del Ray, Лана висловила бажання вибрати якийсь один псевдонім з усіх, які були у неї за всю кар'єру. Вибираючи остаточне сценічне ім'я, вона сказала:
|  | Я хотіла мати ім'я, до якого могла б скомпонувати музику. У той час я досить часто їздила до Маямі, багато спілкувався іспанською зі своїми друзями з Куби — ім'я „Лана Дель Рей“ нагадувало нам про гламур морського узбережжя. Це звучало просто неймовірно. |

Досить довгий час ходили чутки, що псевдонім виконавиці був складений з імені американської актриси Лани Тернер та назви автомобіля Ford Del Rey, проте в одному з інтерв'ю Лана спростувала це: «Через Вікіпедію мене завжди запитують, чи правда, що я взяла псевдонім на честь актриси Лани Тернер. Повна брехня. В інтернеті взагалі нереальна кількість неправдивої інформації про мене. Я жодного фільму з нею не дивилася, мені просто подобається це ім'я, і я вважаю, що воно підходить до моєї музики. „Лана Дель Рей“ — звучить загадково, є в цьому якась болісна чарівність».

### 2011–2013:Born to Die, Paradiseта«Tropico»
У 2011 році Дель Рей завантажила на YouTube саморобні музичні відео на свої пісні «Video Games» і «Blue Jeans». Музичний кліп «Video Games» став вірусною сенсацією в Інтернеті, після чого співачці вдалося підписати контракт із Stranger Records для випуску цього треку. Пісня «Video Games» стала першим синглом на підтримку другого студійного альбому Дель Рей. В інтерв'ю британській газеті The Observer Лана сказала: «Я опублікувала цю пісню в інтернеті, бо вона була моєю улюбленою композицією. Чесно кажучи, я не планувала випускати її як сингл». Співачка також додала, що не очікувала на успіх треку. Пісні вдалось принести Лані перемогу в номінаціях «Майбутня зірка» на Q Awards, і «Найкраща сучасна пісня» на премії Ivor Novello Awards. 

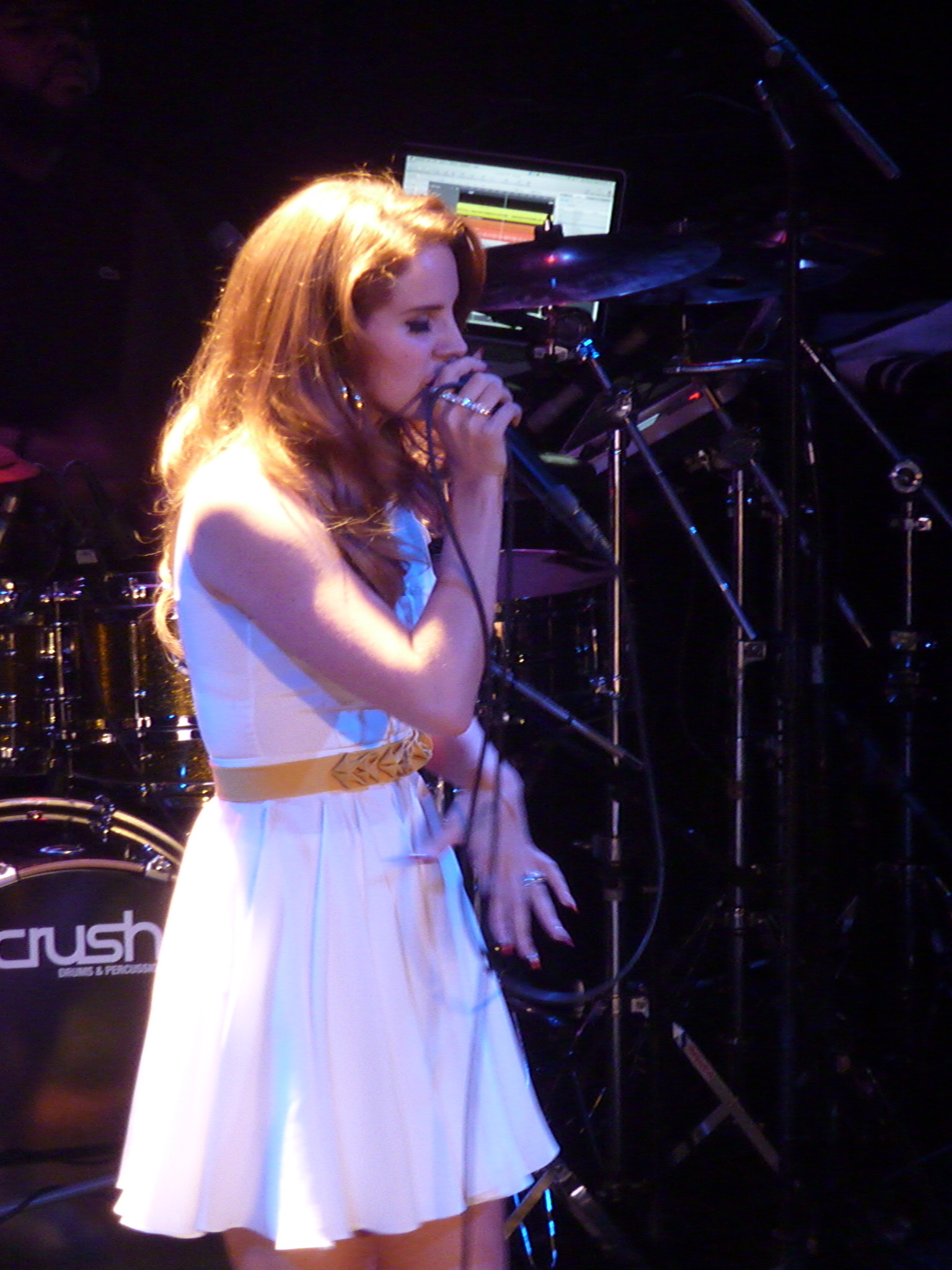
Лана Дель Рей виступає в Bowery Ballroom, 2011 рік.

14 вересня 2011 року в Брукліні, США, розпочався перший тур Лани — Born to Die Tour, що тривав рік. У жовтні 2011 року виконавиця підписала контракти з лейблами Interscope та Polydor на запис її другого студійного альбому, який отримав назву Born to Die. В інтерв'ю для The Telegraph співачка сказала: «Роками я пропонувала свою музику лейблам, але вони мені відмовляли. Вони думали, що мій образ і пісні є проявом психозу. Та раптом їхня думка змінилася. Я здивувалася, коли всі почали прирівнювати мою музику до „попси“, але завдяки цьому її почали грати по радіо».

10 січня 2012 року відбувся реліз мініальбому Lana Del Rey, що складався з чотирьох треків («Video Games», «Born to Die», «Blue Jeans» та «Off to the Races»), які пізніше ввійшли до Born to Die. Після цього, 14 січня 2012 року, співачка виконала дві пісні з альбому на шоу «Saturday Night Live» і отримала негативну реакцію від критиків і широкої публіки, яка вважала виконання Дель Рей нерівним і вокально хитким. Головний редактор нічних новин NBC Nightly News, Брайан Вільямс, назвав виступ найпровальнішим в історії передачі. Виконавицю засуджували за «напівмертвий вигляд на сцені» та часту зміну тональності вокалу під час виконання. Також були припущення, що виступ став провальним через тривогу Лани перед її концертами та через нестачу часу. В одному з інтерв'ю співачка розповіла, що хвилювання на SNL було викликане думками про біду, що трапилася з її близьким другом: «Я була вся на нервах і, чесно кажучи, мені було не до пісень».

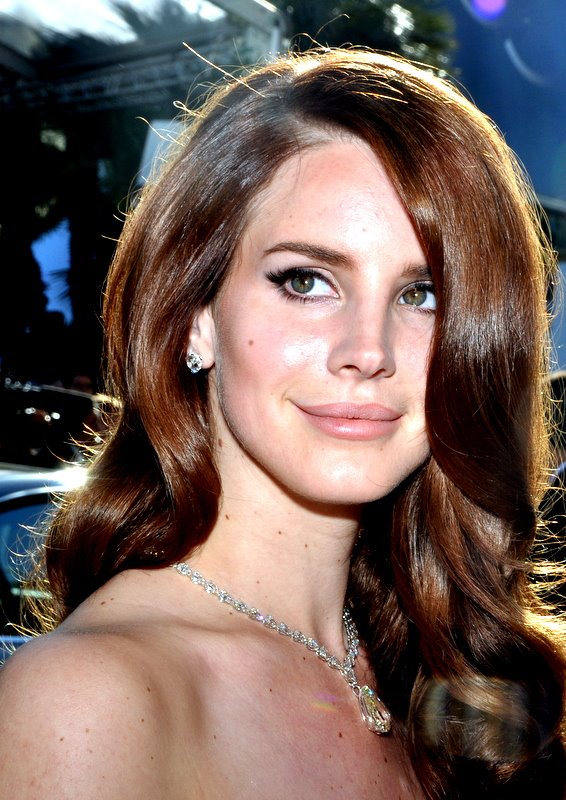
Дель Рей на Каннському кінофестивалі.

Born to Die вийшов у всьому світі 31 січня 2012 року з комерційним успіхом, потрапивши на перше місце в чартах одинадцяти країн і дебютувавши на другому місці в американському чарті альбомів Billboard 200, хоча думки критиків щодо нього на той час розділилися. Того ж тижня Лана оголосила, що викупила права на свій дебютний альбом 2010 року (Lana Del Ray) і планує перевипустити його влітку 2012 року на Interscope і Polydor, але цього так і не сталося. 3.4 мільйона копій Born to Die було продано у 2012 році, що робить його п'ятим найпопулярнішим альбомом 2012 року. 15 червня 2012 року в інтерв'ю RTVE Дель Рей заявила, що працює над новим матеріалом, плануючи випустити його в листопаді. В інтерв'ю з Тімом Блекуеллом для мельбурнської радіостанції Nova FM, вона додала, що цей реліз буде схожий не на повноцінний студійний альбом, а скоріше на мініальбом, який вона описала як «Paradise-видання Born to Die». Наприкінці вересня 2012 року було випущене музичне відео на кавер-версію пісні гурту The Clovers «Blue Velvet» як рекламний сингл для осінньої кампанії мережі одягу H&M 2012. 25 вересня Дель Рей також випустила сингл «Ride» в рамках реклами майбутнього мініальбому. Прем'єра музичного відео на пісню відбулася 10 жовтня 2012 року у театрі Aero Theatre у Санта-Моніці, штат Каліфорнія.

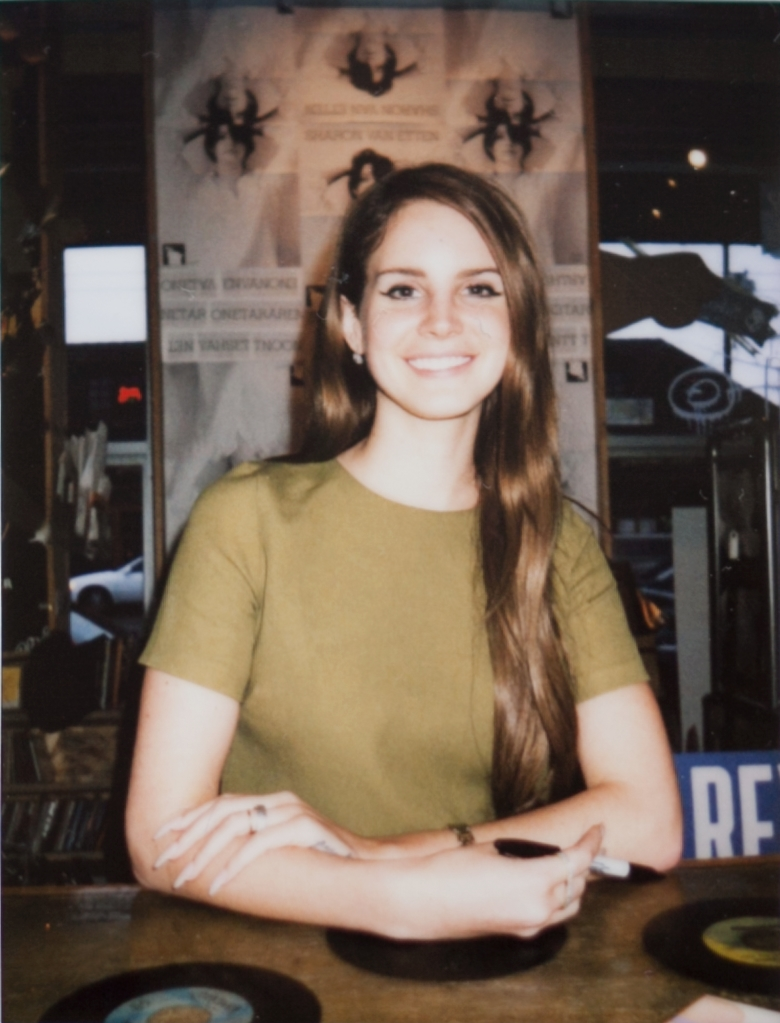
Лана під час зустрічі своїх шанувальників у Вашингтоні, березень 2012 року.

Paradise вийшов 12 листопада 2012 року як самостійний реліз. Пізніше вийшло Born to Die: The Paradise Edition, перевидання, що поєднало попередній альбом Лани з додатковими вісьмома треками з Paradise. Мініальбом став другим альбомом Дель Рей у десятці найкращих альбомів у Сполучених Штатах, дебютувавши на 10 місці в Billboard 200 з 67 000 проданими копіями за перший тиждень. Пізніше він був номінований на 56-у щорічну премію «Греммі» як найкращий поп-альбом. У листопаді Лана була номінована на премію MTV Europe Music Awards 2012 і здобула нагороду у категорії «Найкращий альтернативний виконавець», а потім перемогла у категоріях «Кращий міжнародний новачок» та «Кращий міжнародний поп/рок-виконавець» на Echo Award. У лютому 2013 року Дель Рей здобула нагороду «Міжнародна сольна виконавиця» на церемонії вручення премії Brit Awards, чим здивувала багатьох критиків, що пророкували перемогу Тейлор Свіфт. У березні того ж року співачка прочитала вірш «Пісня про мене» одного зі своїх найулюбленіших американських поетів, Волта Вітмена, для французького журналу L’Officiel Paris.
Другий тур Лани під назвою Paradise Tour розпочався 3 квітня й охопив 94 концерти на трьох континентах. У травні 2013 року Дель Рей випустила пісню «Young and Beautiful» для саундтреку до екранізації фільму «Великий Ґетсбі» 2013 року. Пісня досягла 22-го місця в Billboard Hot 100. 2 липня 2013 вийшов ремікс Седріка Джервейса на пісню «Summertime Sadness». Ремікс став досить популярним у світі, перевершивши високі результати «Young and Beautiful» в чартах. Пізніше Джервейс здобув премію «Греммі» в номінації «Кращий некласичний ремікс».
Поряд із випуском мініальбому Paradise, Дель Рей також оголосила про плани зняти короткометражну стрічку «Tropico». Виконавиця самостійно написала сценарій до фільму. Зрештою його було знято наприкінці червня 2013 року режисером Ентоні Мендлером. Під час прем'єри короткометражного фільму, що відбулася 4 грудня 2013 року у голлівудському кінотеатрі Cinerama Dome, Лана оголосила присутнім на презентації: «Я просто хотіла, щоб усі зібралися разом, і я могла б прилюдно закрити попередній розділ свого життя [Born to Die та Paradise], перш ніж випустити новий запис, Ultraviolence». Журналісти виявили, що слово „ultraviolence“ присутнє у романі Ентоні Берджеса «Механічний апельсин», але не знали, як саме буде стилізована назва: Ultraviolence чи Ulta Violence. 6 грудня на iTunes вийшов саундтрек/мініальбом до фільму Дель Рей. Він складався з самого фільму і трьох пісень з Paradise («Body Electric», «Gods & Monsters» і «Bel Air»).

### 2014–2016:Ultraviolence,Honeymoon, робота в кіно
26 січня 2014 року Лана випустила кавер на пісню «Once Upon a Dream» для фантастичного фільму «Чаклунка» 2014 року. Оригінальна версія була записана Мері Коста для мультфільму «Спляча красуня» в 1959 році. Після виходу Born to Die, Дель Рей не планувала випускати нову музику. Однак до листопада 2013 року вона зібрала матеріал та почала записувати нову платівку. Вже в грудні робота підійшла до кінця, після чого співачка познайомилася з Деном Ауербахом зі американського гурту The Black Keys. Вони спонтанно вирішили змінити звучання Ultraviolence і перезаписати вже готові композиції, що і робили до кінця зими 2014 року в Нашвіллі.

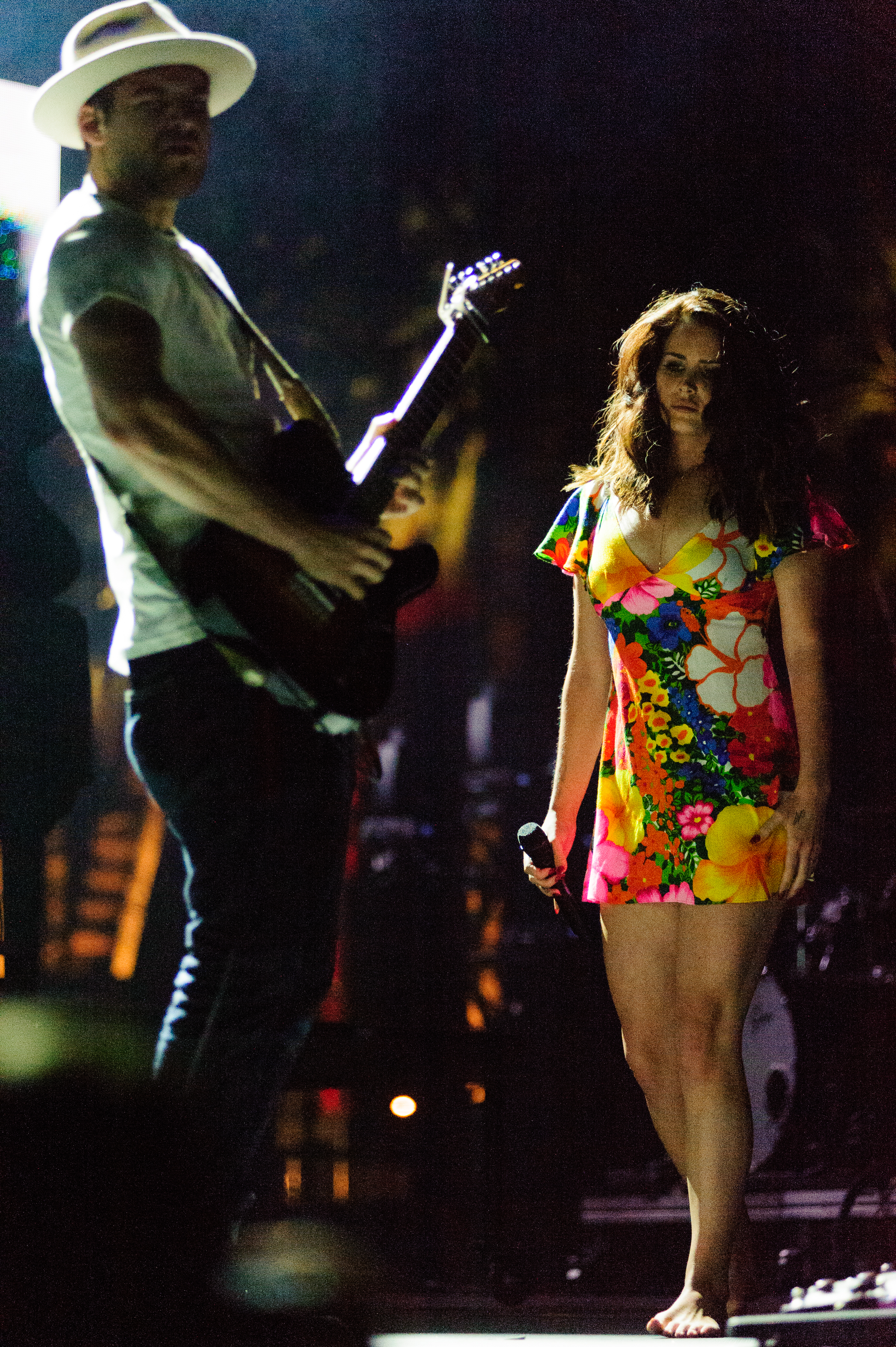
Виступ Лани на фестивалі Коачелла в 2014 році.

Платівка з'явилася в списках найочікуваніших релізів 2014 року таких видань як Billboard і Stereogum. 13 червня альбом став доступним для цифрового завантаження та продажу на фізичних носіях в більшості країн. За день до цього, 12 червня, на сайті газети The Guardian було опубліковано інтерв'ю Дель Рей з журналістом Тімом Йонзе під назвою «Я хотіла би вже померти» (англ. I wish I was dead already). Після публікації Лана заявила: «Я шкодую, що довірилася The Guardian. Спочатку я взагалі не хотіла давати інтерв'ю, але журналіст був наполегливим, він прикинувся моїм шанувальником, щоб приховати свої погані наміри». Журналіст зазнав шквалу критики з боку шанувальників співачки, після чого опублікував уривок аудіозапису розмови, в якому було чітко чутно вислів, який став назвою інтерв'ю: йшлося про музикантів з Клубу 27, а саме Курта Кобейна і Емі Вайнгауз. Дочка першого, Френсіс Бін Кобейн, відреагувала на конфлікт, дорікнувши Лані за «романтизацію ранньої смерті». В інтерв'ю радіопрограмі World Cafe в лютому 2018 року співачка згадала схожі випадки з журналістами з Rolling Stone і The Fader, які брали у неї інтерв'ю перед виходом Ultraviolence: перший наполегливо запитував її про скандальний заголовний трек, а другий — про ставлення до фемінізму.
Альбому, що розійшовся тиражем 880 000 копій у всьому світі за перший тиждень, передували чотири сингли: «West Coast», «Shades of Cool», «Ultraviolence» та «Brooklyn Baby». Платівка дебютувала на першому місці в дванадцяти країнах, включаючи США і Велику Британію й була тепло сприйнята критиками, що відзначали вокальний стиль і композиторські здібності співачки, а також вплив Ауербаха на звучання. Восени журнал Rolling Stone повідомив, що Дель Рей з'явиться в альбомі Браяна Вілсона No Pier Pressure, але їх спільна композиція так і не була випущена. Пізніше того ж року Лана написала пісні «Big Eyes» і «I Can Fly» до біографічного фільму Тіма Бертона «Великі очі».

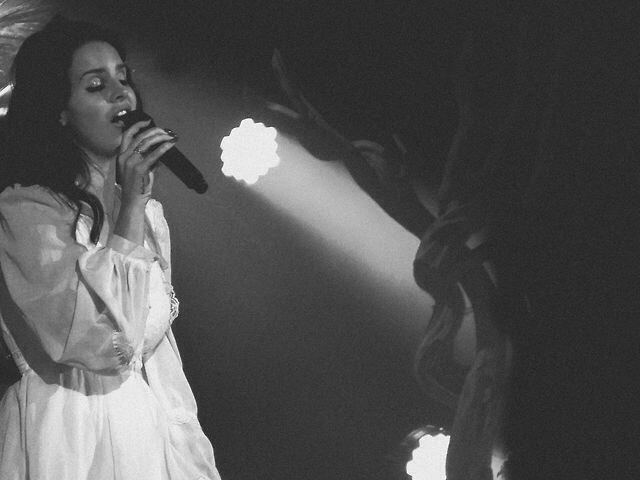
Дель Рей під час Bill Graham Civic Auditorium в Сан-Франциско.

Після виходу Ultraviolence, Лана продовжила Paradise Tour на підтримку Born to Die: The Paradise Edition. Сет-лист концертів складався переважно з пісень з попередніх двох платівок, але з часом поповнився треками «West Coast», «Ultraviolence», «Money Power Glory», «Fucked My Way Up to the Top», «Cruel World» та «Old Money». 1 грудня співачка анонсувала The Endless Summer Tour, тур, що був створений на підтримку саме нового альбому. Цього ж місяця Лана розповіла журналу Galore, що почала працювати над наступним релізом. У січні 2015 року в інтерв'ю Billboard вона додала, що збирається випустити альбом Honeymoon в тому ж році й що дев'ять пісень для нього вже готові, оголосивши, що одна з них буде кавер-версією композиції Ніни Сімон «Don't Let Me Be Misunderstood». Того ж місяця була випущена пісня «Wait for Life», записана Дель Рей у співпраці з її продюсером Емілем Хейні для його дебютного альбому We Fall. Також Лана записала трек «Life is Beautiful» для фільму «Вік Адалін», але він так і не отримав офіційний реліз. 14 липня 2015 року виконавиця поділилася, що новий альбом складатиметься з чотирнадцяти треків, що, за її словами, були написані під впливом Майлза Девіса, музику якого вона часто слухала пізно вночі у дорозі.
4 серпня Лана анонсувала перший сингл з альбому, «High by the Beach», який вийшов 10 серпня 2015 року. У той же день американський співак The Weeknd оприлюднив список пісень зі свого другого альбому Beauty Behind the Madness, серед яких був трек «Prisoner», записаний з Дель Рей. Крім релізу «High by the Beach», в підтримку Honeymoon співачка випустила ще один сингл («Music to Watch Boys To») та чотири промосингли («Terrence Loves You», «Honeymoon», «Salvatore», «Freak»).
Honeymoon, четвертий студійний альбом Лани, вийшов 18 вересня 2015 року і отримав схвалення музичних критиків. Співачка не стала просувати його за допомогою телешоу й вирішила натомість випустити кілька музичних кліпів і дати друковані інтерв'ю. Через невелику рекламну кампанію альбому, продажі як в Європі, так і в США були невеликими. У порівнянні з попереднім альбомом Дель Рей, за перший тиждень після випуску Honeymoon було продано 500 000 копій платівки в усьому світі, тоді як результати Ultraviolence були майже удвічі більшими. Проте, альбом увійшов до списків кращих платівок 2015 року багатьох видань, включаючи Billboard, NME, The Telegraph, The New York Times та Rolling Stone.
У листопаді 2015 року виконавчий директор співачки зняв короткометражний фільм «Привіт, як ти, Деніел Джонстон» (англ. «Hi, How Are You Daniel Johnston?»), який документує життя співака і автора пісень Деніела Джонстона. Для фільму Лана зробила кавер на його пісню «Some Things Last a Long Time». У цьому ж місяці вона здобула нагороду на церемонії Billboard Women in Music і виграла музичну премію MTV Europe Music Award за найкращу альтернативу. 2016 року Дель Рей знову співпрацювала із The Weeknd, в цей раз для його третього студійного альбому Starboy, виконавши бек-вокал для пісні «Party Monster» та вокал для «Stargirl Interlude». Для підтримки Honeymoon Лана вирушила у неофіційний тур The Festival Tour, що стартував 3 червня 2016 року в місті Варшава й охопив шістнадцять концертів.

### 2017–2018:Lust for Lifeта колаборації
Лана Дель Рей вперше обговорила наступний альбом після Honeymoon під час інтерв’ю журналу NME у грудні 2015 року. Коли її запитали коли він буде випущений, вона відповіла: «У мене поки що є лише думки щодо стилю альбому. Мій лейбл, Interscope, досить гнучкий і відкритий до випуску моїх записів у будь-який час, тому я не маю жодного тиску. Я просто щаслива, що можу продовжувати створювати музику, яка мені подобається. Мені цього достатньо». У березні 2016 року менеджери Дель Рей повідомили, що співачка розпочала запис наступного альбому. В інтерв'ю журналу Billboard, яке Лана дала на заході Клайва Девіса «Salute To Industry Icons», на запитання про реліз нової платівки, вона сказала: «Це буде скоро. Я працюю над чудовим матеріалом. Альбом, до речі, відрізнятиметься від моїх попередніх робіт, але не можна сказати напевно, адже все залежить від мого внутрішнього стану». 

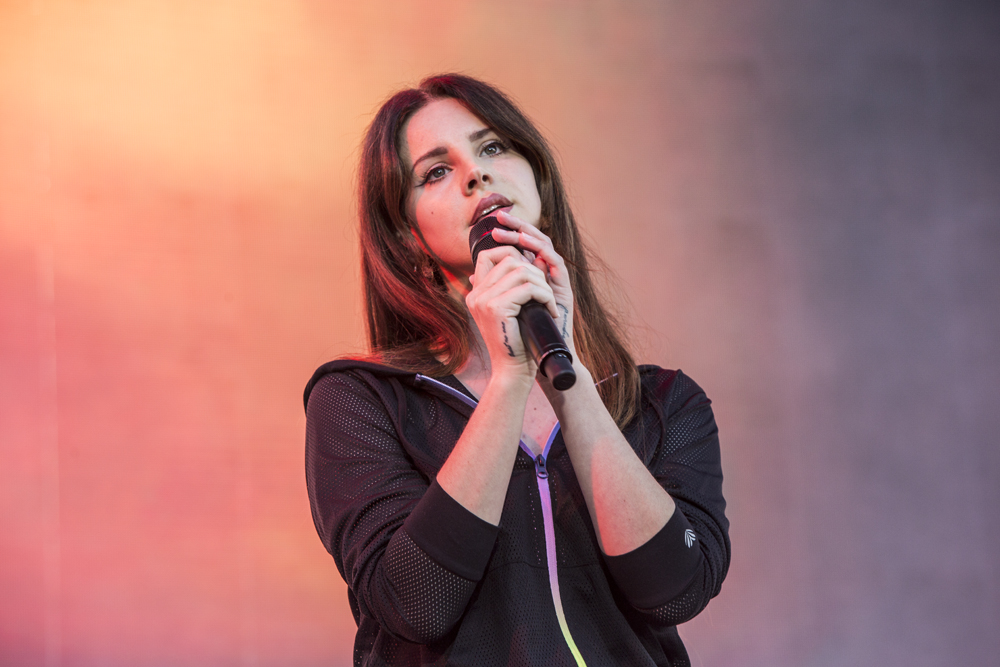
Лана Дель Рей виступає на KROQ Weenie Roast 2017.

17 лютого 2017 року пісня «Love» із п'ятого альбому Лани Дель Рей просочилася у мережу. Наступного дня лейбл співачки, Interscope, випустив трек як перший сингл з платівки. 29 березня 2017 року, співачка анонсувала назву альбому, Lust for Life, також додавши, що його реліз відбудеться найближчим часом. Пізніше було підтверджено, що на альбомі будуть присутні треки, написані та записані за участю запрошених артистів. 11 квітня 2017 року, у своєму акаунті Instagram, Лана представила обкладинку Lust for Life. Автором фотографії з обкладинки стала сестра виконавиці, Керолайн «Чак» Грант. В інтерв'ю з Кортні Лав для британського журналу Dazed, Дель Рей оголосила, що до альбому ввійшла композиція «Tomorrow Never Came», записана спільно з Шоном Ленноном, також додавши, що в продюсуванні альбому брав участь продюсер Макс Мартін.

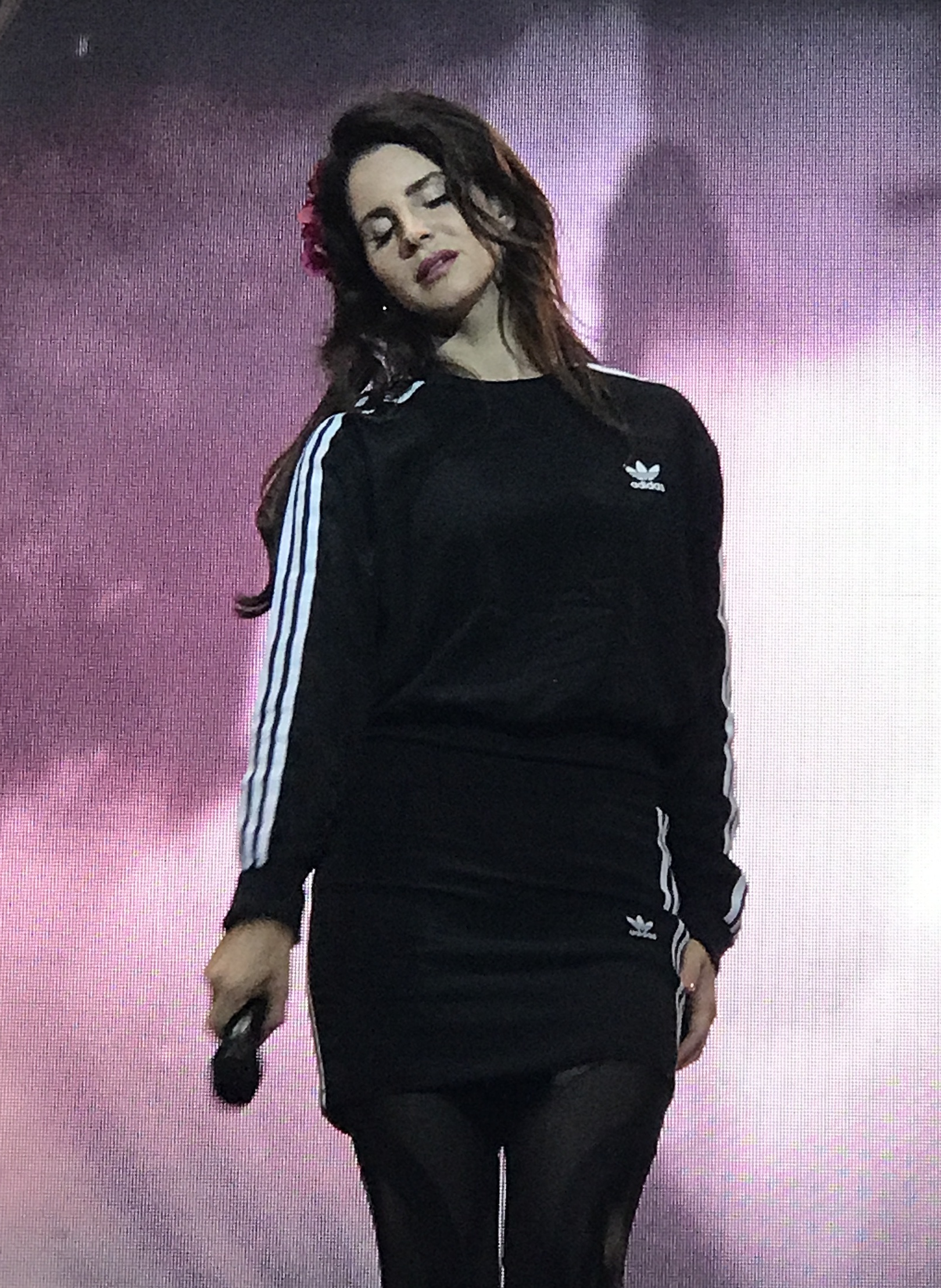
Дель Рей під час Flow Festival.

В інтерв'ю для британського журналу Elle, Лана розповіла, що багато рядків пісень надихнуті політичними подіями в США: «Було б дивно записувати альбом протягом останніх вісімнадцяти місяців і не прокоментувати, як політична ситуація змушувала мене чи моїх знайомих почуватися». Вона також додала, що на альбомі буде присутня пісня «God Bless America»: «Я написала цю композицію ще до Маршу жінок, але я передбачала, що це станеться. Я розуміла, що багато жінок хвилювалися про деякі закони, які могли б бути прийняті і які б прямо вплинули на їхнє життя». 19 квітня 2017 року в ефірі британської радіостанції BBC Radio 1 відбулася прем'єра головного однойменного треку з альбому, що був записаний в дуеті із The Weeknd. 15 травня вийшов перший промосингл із платівки під назвою «Coachella – Woodstock in My Mind», а 12 липня вперше були представлені композиції «Summer Bummer» та «Groupie Love», що також стали промосинглами.
Lust for Life вийшов 21 липня 2017 року. Платівка посіла перші місця в основних хіт-парадах США та Великобританії й отримала позитивні відгуки критиків. Протягом літа та осені 2017 року виконавиця дала кілька концертів у США та Європі на підтримку альбому, на одному з яких заявила, що, можливо, у найближчому майбутньому випустить збірку з двадцяти п'яти пісень, раніше неофіційно злитих у мережу. Платівка була номінована на «Найкращий вокальний поп-альбом» на 60-й щорічній церемонії вручення премії «Греммі». В опублікованому 19 серпня 2017 року в Instagram відео, Дель Рей підтвердила, що у 2018 році вона вирушить у світове турне на підтримку Lust for Life, яке отримало назву LA to the Moon Tour.
У липні 2017 року, ще до випуску Lust for Life, Рік Ноуелс в одному з інтерв'ю зізнався, що Дель Рей вже розпочала роботу над новою музикою й записала кілька колаборацій. Так, Лана Дель Рей взяла участь у записі пісні «Living with Myself» із шостого студійного альбому Rare Birds Джонатана Вілсона й у спільному із Børns синглі «God Save Our Young Blood» з його другого альбому Blue Madonna. Пізніше з'ясувалося, що бек-вокал співачки присутній і в головній композиції платівки Børns. 5 березня 2018 року у виконанні Лани вийшла кавер-версія на пісню «You Must Love Me», яка стала промосинглом з альбому Unmasked: The Platinum Collection Ендрю Ллойда Веббера. У липні 2018 року пісня «Elvis», записана Ланою Дель Рей у 2008 році, але не випущена офіційно, була використана в документальному фільмі «Король» про Елвіса Преслі. У серпні 2018 року було випущено спільну з американською співачкою Cat Power пісню «Woman» з її десятого студійного альбому Wanderer.

### 2019–2020:Norman Fucking Rockwell!та поетична збірка
29 березня 2018 року, у розпал турне LA to the Moon Tour, у своєму Instagram-акаунті Лана Дель Рей представила уривок нової пісні «Happiness Is a Butterfly», натякнувши на роботу над шостим студійним альбомом. 12 вересня 2018 року була випущена композиція «Mariners Apartment Complex», яка стала першим синглом з майбутньої платівки. 18 вересня Дель Рей представила другий сингл, десятихвилинну психоделічну рок-пісню «Venice Bitch», оголосила, що шостий студійний альбом було названо Norman Fucking Rockwell!, і що робота над ним ведеться разом із продюсером Джеком Антоноффом. Співачка також повідомила, що реліз матеріалу запланований на початок 2019 року й анонсувала вихід власної поетичної збірки під назвою «Violet Bent Backwards Over the Grass». 30 жовтня 2018 року в Бостонії, несподівано для шанувальників Лана виступила на презентації нових продуктів компанії Apple, представивши пісню «How to Disappear», яка, як і очікувалося, стала частиною майбутнього альбому. 5 грудня 2018 року британський підрозділ MTV повідомив, що реліз Norman Fucking Rockwell! запланований на 29 березня наступного року, проте, наприкінці лютого Бен Моусон, менеджер співачки, повідомив, що реліз платівки перенесено на пізнішу дату.

На початку 2019 року Дель Рей оголосила про кінець роботи над поетичною збіркою та про готовність опублікувати її. 9 січня 2019 року вона випустила трек «hope is a dangerous thing for a woman like me to have – but i have it» як третій синглу з альбому. Навесні Interscope Records займався поствиробництвом документального фільму про регі-рок гурт Sublime та шукав виконавця для каверу на їх пісню «Doin' Time» (1997). Дружина фронтмена Бредлі Ноуелла запропонувала кандидатуру Лани Дель Рей. Оригінальну версію треку продюсував Девід Канн, який також працював над дебютною платівкою Лани. Виконавиця сумнівалася, чи варто робити кавер пісні, яка «і так чудова», але в результаті взяла участь у записі на студіях Gold Tooth у Лос-Анджелесі та Sarm у Лондоні. Вирішивши, що кавер підходить під звучання Norman Fucking Rockwell!, Дель Рей зв'язалася з лейблом і запитала дозволу включити трек в альбом і керівництво дало згоду.

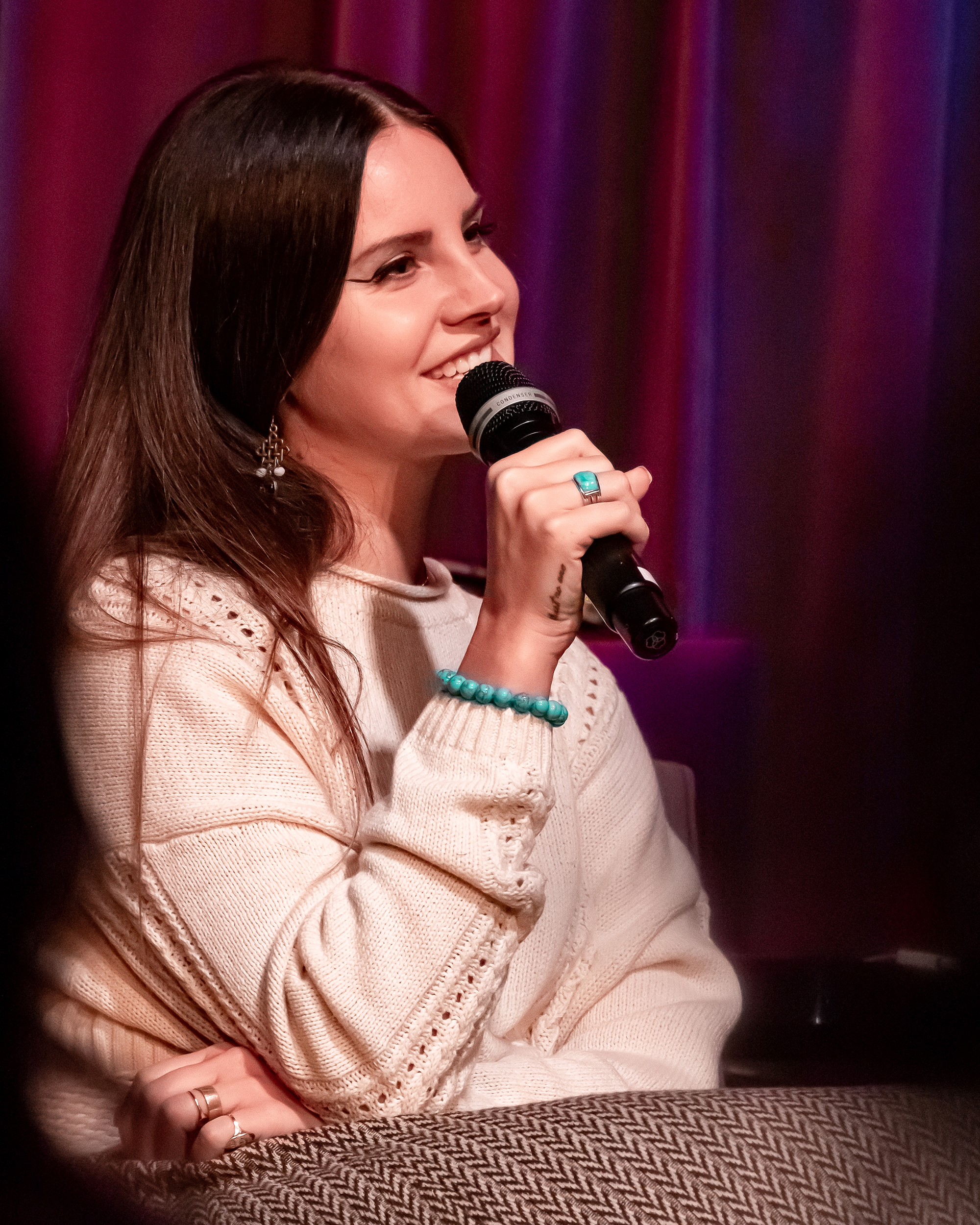
Лана у музеї «Греммі», Лос-Анджелес, 2019.

Окрім релізу синглів, співачка підігрівала інтерес до альбому публікаціями в Instagram з уривками пісень; за півтора року вона зробила публікації майже з кожним треком, що ввійшов до нього, включаючи «Happiness Is a Butterfly», «How to Disappear», «Cinnamon Girl», «Hope Is a Dangerous Thing» (початкова назва «Sylvia Plath»), «California» та «Norman Fucking Rockwell». Перед виходом Norman Fucking Rockwell! ходили чутки, що родина Нормана Роквелла, чиє ім'я згадане в назві альбому, «глибоко ображена» та погрожує виконавиці судом. Проте Ебігейл Роквелл, онука Нормана, спростувала інформацію, заявивши, що Лана не потребує дозволу сім'ї, і що її дід був би радий подібному прояву уваги до його особистості та творчості.   

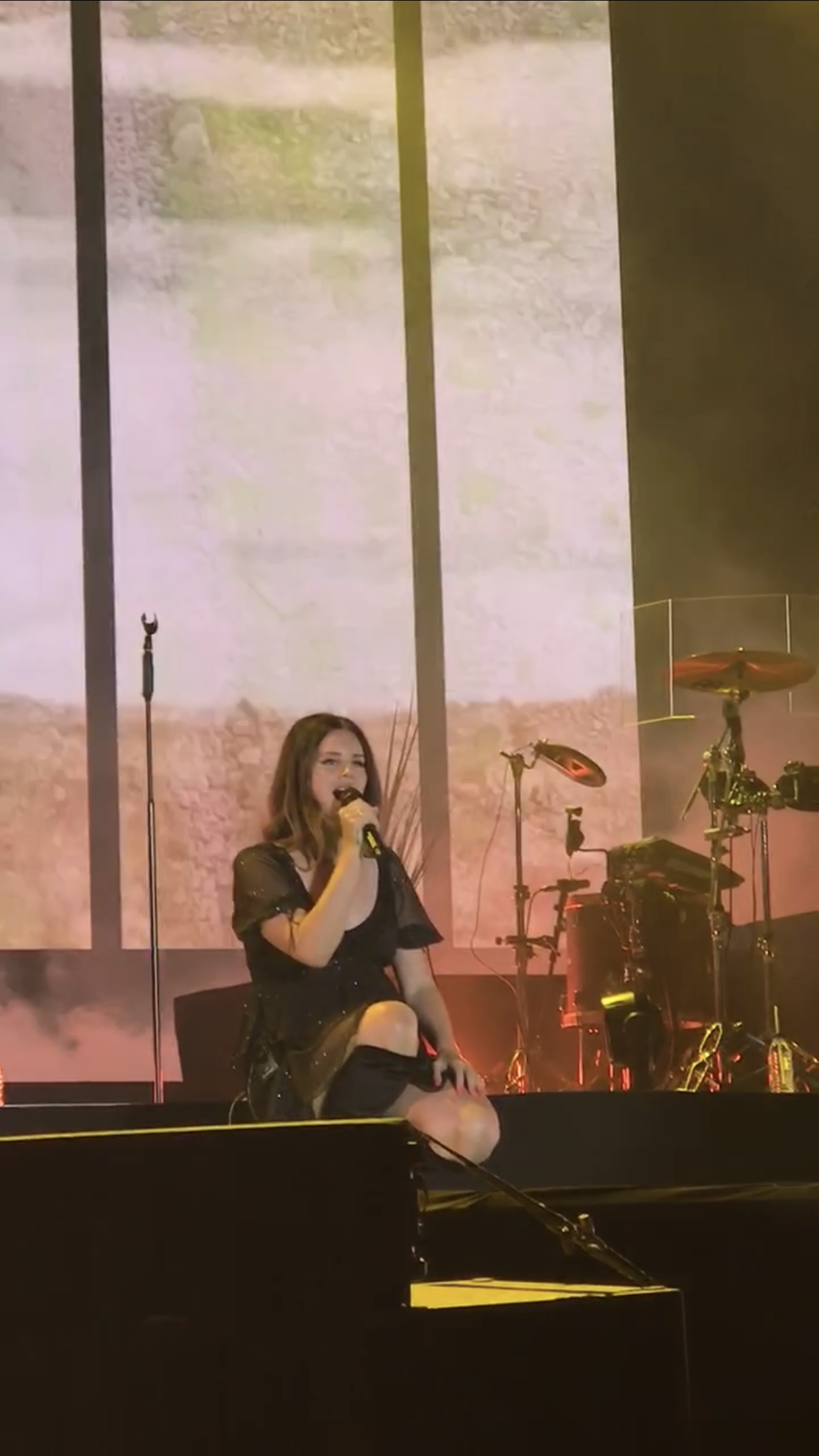
Концерт в Сезімбрі, Португалія.

Дві частини нового туру під назвою The Norman Fucking Rockwell Tour (Північна Америка та Європа) було анонсовано 1 серпня 2019 року; перший концерт пройшов 21 вересня в Jones Beach Theaterruen, Ванта, штат Нью-Йорк. 3 серпня 2019 року Лана випустила кавер на пісню 1996 року шотландського співака Донована під назвою «Season of the Witch» спеціально для саундтреку фільму жахів «Страшні історії для розповіді у темряві». Цього ж дня відбувся реліз пісні «Looking for America», яку співачка спонтанно записала раніше того тижня у відповідь на масові розстріли в Ель-Пасо та Дейтоні.
Альбом Norman Fucking Rockwell! вийшов 30 серпня 2019 року. Він отримав широке схвалення критиків і, за даними вебсайту-агрегатора рецензій Metacritic, є найкращою роботою у кар’єрі Дель Рей. Під час промокампанії платівки Лана дала кілька інтерв'ю різним виданням, а у день релізу разом зі своєю командою роз'їжджала Лос-Анджелесом на маленьких зелених фургонах, продаючи фруктовий лід і вінілові версії альбому. З 30 серпня по 2 вересня в Лос-Анджелесі працював «Lana Fucking Del Rey's Venice Bitch LDR Surf Shop»  — поп-ап магазин ексклюзивної продукції за тематикою платівки. Крім цього, Norman Fucking Rockwell! був номінований на дві премії «Греммі» в категоріях «Альбом року» та «Пісня року» за заголовний трек.
4 вересня 2019 року Лана вперше прочитала один з віршів зі власної збірки «Violet Bent Backwards Over the Grass» у трансляції Instagram. 13 вересня 2019 року вона випустила спільну з Аріаною Ґранде та Майлі Сайрус пісню «Don’t Call Me Angel», яка виступила саундтреком фільму «Ангели Чарлі». У листопаді цього ж року Дель Рей була оголошена обличчям ароматів Gucci's Guilty, а потім з'явилася в друкованих і телевізійних рекламах разом з Джаредом Лето та Кортні Лав. 20 грудня Лана оголосила про вихід збірки 4 січня 2020 року, а також зазначила, що половина коштів від продажів піде на підтримку організацій, що відстоюють права корінних народів Сполучених Штатів та займаються збереженням їхніх земель. Реліз так і не відбувся в зазначений день. 11 квітня 2020 року Дель Рей опублікувала створену лос-анджелеською художницею Ерікою Лі Сірс обкладинку до збірки, — у Vogue відзначили вплив картин Девіда Гокні, — таким чином підтвердивши майбутнє видання в аудіо-форматі. 8 липня було відкрито попереднє замовлення як на аудіокнигу, так і на друковане видання. Хоча у цифровому форматі «Violet Bent Backwards Over the Grass» вийшла 28 липня, реліз її версії на фізичних носіях (компакт-диски, вініл та касети) відбувся 2 жовтня. 29 вересня паперова книга надійшла у офіційний продаж; вона містить понад 30 віршів на 128 сторінках, а також фотографії, зроблені Ланою. Вірш в аудіо-форматі «LA Who Am I to Love You» вийшов як головний сингл за день до виходу цифрового варіанту збірки. 22 травня 2020 року Дель Рей оголосила, що друга книга, «Behind the Iron Gates – Insights from the Institution», буде випущена в березні 2021 року, але цього не сталося.

### 2021–2022:Chemtrails over the Country ClubтаBlue Banisters
Після величезного успіху Norman Fucking Rockwell!, в інтерв'ю для The Times Лана розголосила ранню початкову наступної платівки — White Hot Forever. Вона пообіцяла випустити альбом протягом 12—13 місяців, тобто у серпні чи вересні 2020 року, проте запис розтягнувся. Джек Антонофф знову почав співпрацювати з Дель Рей та ділився спільними фотографіями зі студії. У зв'язку з введенням карантинних заходів щодо пандемії COVID-19 на території США у березні 2020 року, Дель Рей та Антонофф перейшли на дистанційні сесії у FaceTime та рідко зустрічалися очно. У травні 2020 року співачка оголосила остаточну назву платівки — Chemtrails Over the Country Club. Вона стосується американської конспірологічної теорії, згідно з якою хіміотраси – результат розпилення різних небезпечних для здоров'я людей хімікатів над містами; ці дії приписують так званому світовому уряду, який нібито контролює чисельність населення планети.
21 травня 2020 року співачка повідомила про намір випустити альбом 5 вересня, але реліз не відбувся. Пізніше, під час презентації «Violet Bent Backwards Over the Grass», Дель Рей оголосила, що вихід відкладено до 10 грудня або 7 січня через труднощі з виробництвом вінілу. Наступного місяця вона повідомила про чергове перенесення релізу з тієї ж причини, додавши, що «виробництво платівок займає як мінімум 16 тижнів, а відповідні компанії поки що закриті через пандемію». 7 серпня Лана поділилася уривком треку «Tulsa Jesus Freak» в Instagram, але пізніше видалила публікацію. У вересні 2020 року Дель Рей була представлена у реміксі на пісню Метта Мейсона «Hallucinogics» 2019 року. Раніше дует разом виконував цю пісню наживо в 2019 році. 18 грудня десять нових пісень Лани Дель Рей почали розпізнаватись додатком Shazam, а 22 грудня співачка повідомила, що попереднє замовлення Chemtrails Over the Country Club відбудеться 11 січня 2021 року. 10 січня було оприлюднено обкладинку та дату виходу платівки — 19 березня.
Альбом офіційно вийшов у всьому світі на всіх платформах 19 березня 2021 року. Дебютні продажі вінілу у Великій Британії склали 16 700 копій, завдяки чому альбом визнали найпродаванішим серед жінок-виконавиць у XXI столітті. На підтримку платівки було випущено чотири сингли: «Let Me Love You Like A Woman», «Chemtrails Over the Country Club», «White Dress» і «Tulsa Jesus Freak». Хоча пісні не досягли особливого успіху у чартах, вони були позитивно сприйняті критиками. Реліз перших трьох синглів супроводжувався музичним відео. Chemtrails Over the Country Club — це другий альбом Дель Рей після Lust For Life, над яким працювали й інші відомі артисти. Серед цих виконавців – Зелла Дей, Уайс Блуд і Ніккі Лейн. 14 грудня в шоу «Вечірнє шоу з Джиммі Феллоном» було показано заздалегідь записаний виступ з піснею «Let Me Love You Like A Woman» — перший у кар'єрі Лани Дель Рей за останні вісім років: після невдачі на «Saturday Night Live» в січні 2012 року вона відмовлялася виступати на телебаченні. Через тиждень вона виконала кавер на трек «Silent Night» на щорічному благодійному концерті «Ally Coalition Talent Show», дохід з якого спрямовується на будівництво притулків для бездомної ЛГБТ молоді.
Вже через день після релізу Chemtrails Over the Country Club Дель Рей оголосила, що її наступний альбом під назвою Rock Candy Sweet вийде вже в червні. 12 квітня Лана поділилася фотографією з підписом «Blue Banisters» в соціальних мережах — шанувальники припустили, що це пісня з майбутньої платівки. Того ж дня співачка опублікувала зображення, яке помилково було прийнято прихильниками Лани та ЗМІ за обкладинку альбому. Шанувальники розкритикували Дель Рей й припустили, що співачка сама нашвидкоруч зробила обкладинку в одному з мобільних застосунків для редагування фотографій, але згодом виявилося, що це обкладинка не для платівки, а для синглів «Blue Banisters», «Text Book» та «Wildflower Wildfire», реліз яких відбувся 20 травня 2021 року. 3 липня 2021 року Дель Рей показала обкладинку альбому в своєму Instagram й представила остаточну назву платівки — Blue Banisters. У цей же день вона поділилася уривком пісні «Arcadia», яка в результаті вийшла 8 вересня як четвертий сингл.
Альбом вийшов 22 жовтня 2021 року на Interscope та Polydor Records. Хоч реклама Blue Banisters була мінімальною в порівнянні з попередніми релізами Дель Рей, переважно через те, що співачка деактивувала свої акаунти в соціальних мережах у вересні 2021 року, в день релізу платівки Лана з'явилася в американському ток-шоу «Пізнє шоу зі Стівеном Кольбером» і виконала «Arcadia». 2022 року Лана Дель Рей випустила пісню «Watercolor Eyes», що ввійшла до саундтреку другого сезону серіалу «Ейфорія». Пізніше того ж року співачка вперше записала спільний трек з Тейлор Свіфт («Snow On The Beach»). Пісня ввійшла до десятого студійного альбому Свіфт — Midnights.

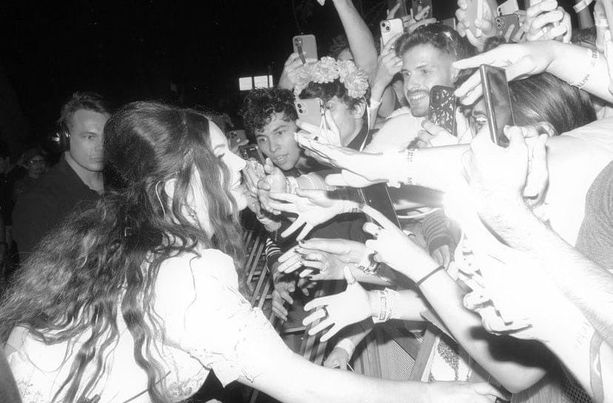
Дель Рей на фестивалі MITA в Сан-Паулу, 2023

### 2023:Did You Know That There's a Tunnel Under Ocean Blvd
19 жовтня 2022 року Дель Рей розповіла про крадіжку її ноутбука, трьох відеокамер та жорсткого диску з її машини. На носіях зберігалися її незакінчені проєкти, в тому числі матеріал для майбутнього альбому та чернетка нової поетичної збірки. Співачці вдалось видалити деякі файли дистанційно, але крадії мали можливість отримати доступ до телефону Лани, де знаходилась особиста інформація й фото. Дель Рей висловила впевненість у швидкому виході платівки та у своїй готовності продовжувати роботу над нею, але поділилася побоюваннями, що злодії можуть розпорядитися її особистими даними у своїх інтересах. Вона закликала шанувальників не слухати її музику, яка може бути неофіційно опублікована.
1 грудня Лана відвідала гала-вечір Жіночої гільдії Седарс-Синайського медичного центру у Беверлі-Гіллз, де в інтерв'ю ¡Hola! TVrues на питання про нову музику поділилася, що дуже схвильована заявою, яку вона збирається зробити 7 грудня. У запланований день Дель Рей оголосила назву майбутнього альбому – Did You Know That There's a Tunnel Under Ocean Blvd. Тоді ж відбувся реліз однойменного треку, що став першим синглом, а також розпочалося передзамовлення платівки на вінілі. Спочатку планувалося, що альбом вийде 10 березня 2023 року, але дату релізу згодом за невідомих причин перенесли на 24 березня. 31 січня 2023 року було оголошено, що Дель Рей вперше за кілька років вийде на сцену, ставши хедлайнером бразильського фестивалю Brazil’s MITA Music Festival разом з Florence + The Machine.  14 лютого відбувся реліз другого синглу під назвою «A&W». 23 лютого батько Дель Рей, Роб Грант, заявив, що 9 червня він випустить Lost at Sea, свій перший альбом пісень для фортепіано. Було також оголошено, що до платівки ввійшли дві композиції, записані з Ланою — «Lost at Sea» і «Hollywood Bowl». Через місяць після релізу «A&W», 14 березня 2023 року, пісня «The Grants» була випущена як третій сингл з майбутнього альбому.
Did You Know That There's a Tunnel Under Ocean Blvd, дев'ятий студійний альбом Дель Рей, вийшов 24 березня 2023 року, отримавши схвалення музичних критиків й ставши другою найкращою платівкою Лани (після Norman Fucking Rockwell!) за версією Metacritic. До альбому ввійшли колаборації з різними виконавцями, зокрема з Джоном Батістом, SYML, Riopy, Father John Misty, Bleachers та Томмі Дженезіс. 19 травня цього ж року відбувся реліз композиції «Say Yes to Heaven», яка просочилася в Інтернет у 2020 й в подальші роки отримала популярність у соціальних мережах; перший її варіант був записаний ще під час роботи над Ultraviolence у 2013 році. 10 листопада 2023 року Дель Рей отримала 5 номінацій на церемоні] вручення премії «Греммі» 2024 року, серед яких «Альбом року» та «Найкращий альбом альтернативної музики» за Did You Know That There's a Tunnel Under Ocean Blvd, «Пісня року» та «Найкраще виконання альтернативної музики» за трек «A&W», а також «Найкраще виконання поп-дуетом/групою» за «Candy Necklace» з Джоном Батістом.  
У 2024 році Дель Рей стала обличчям колекції Skims до Дня святого Валентина. 31 січня 2024 року Дель Рей оголосила на заході Billboard, що її наступний альбом Lasso має вийти у вересні 2024 року, а також те, що це буде її перший альбом у стилі кантрі. Пісня «Tough», колаборація з американським репером Quavo, вийшла 3 липня 2024 року. 

## Артистизм

### Музичний стиль і впливи
До визнання під сценічним ім'ям Лана Дель Рей, співачка виступала під псевдонімами: Ліззі Ґрант (англ. Lizzy Grant), Лана Рей Дель Мар (англ. Lana Rey Del Mar), Спаркл Джамп Роуп Квін (англ. Sparkle Jump Rope Queen), Мей Джейлер (англ. May Jailer). Музика, записана під сценічним прізвищем Ліззі Ґрант, самою Ланою була названа «гавайським глем-металом», тоді як пісні «періоду Мей Джейлер» описувалися як «найбільш акустичні». Пізніше, після виходу альбому Born to Die, звучання пісень Лани було названо «голлівудським седкором». Її музика була відзначена критиками за кінематографічний стиль, зображення трагічних стосунків та меланхолії, а також за посилання до американської поп-культури, зокрема 1950-х та 1960-х років. Її також описали як «самопроголошену гангстерську версію Ненсі Сінатри». В інтерв'ю компанії Artistdirect співачка сказала:
|  | Я навіть не народилася в 50-х, але відчуваю, що була там. |

Дель Рей приписують багато музичних стилів. Так, звучання її музики найчастіше описувалося як варіації дрим-попу, бароко-попу з різновидами року, інді-попу та трип-хопу. Крім цього, Лана часто зверталася до таких жанрів, як хіп-хоп, треп, та психоделічний рок на окремих релізах. Іноді Дель Рей використовує альтернативний речитатив; це особливо помітно в треках «National Anthem», «Off to the Races» та «Diet Mountain Dew». Щодо вжитку музичних інструментів, то переважно в треках можна почути електрогітару, дванадцятиструнна гітару, ударні та мелотрон.
Лана називає широкий спектр музикантів, які надихають її, включаючи багатьох виконавців поп-музики, джазу та блюзу середини двадцятого століття, таких як Ендрю Ллойд Веббер, Френк Сінатра, Ніна Сімон, Біллі Голідей, Боббі Вінтон, The Crystals і Майлз Девіс. В інтерв'ю ведучій Джо Уайлі з радіо BBC Radio Дель Рей сказала: «Мені подобаються багато майстрів будь-якого жанру», назвавши Nirvana, Боба Ділана, Френка Сінатру та Елвіса Преслі як приклад. Крім того, такі артисти, як Емінем, Емі Вайнгауз, Брітні Спірс, Брюс Спрінгстін, Дженіс Джоплін, Ніна Сімон, Джим Моррісон, Девід Боуї, Кортні Лав, а також групи Eagles, Guns N’ Roses, Mazzy Star та The Beach Boys мали ефект на творчість Дель Рей впродовж всієї її кар'єри. Улюблені фільми Лани: «Хрещений батько», «Хрещений батько 2» і «Краса по-американськи» також вплинули на її музичний стиль.
Однією з найулюбленіших пісень Дель Рей є живе виконання композиції «Summertime» Дженіс Джоплін, на яку вона записала кавер версію в 2020 році. Лана також виділяє серед своїх фаворитів такі треки, як «Time of the Season» групи The Zombies, і «Hotel California» групи Eagles. Ще з часів навчання в школі, виконавиця надихається творчістю таких американських поетів як Волт Вітмен та Аллан Гінзберг. Зокрема, Дель Рей виділяє поетичну збірку Вітмена «Листя трави» та поему «Крик» Гінзберга. У своїй пісні «Body Electric» рядком «Whitman is my daddy» Дель Рей згадує Вітмена, тоді як в приспіві («I sing the body electric») міститься пряме посилання на його однойменну поему. Улюбленою книгою Лани є «Лоліта» Володимира Набокова; за словами співачки цей твір сильно вплинув на звучання її альбому Born to Die. Не раз співачка також заявляла про свою любов до сюрреалізму та деяких його представників в кінематографі (Девід Лінч та Федеріко Фелліні) та живописі (Марк Райден та Пабло Пікассо).

### Тексти пісень
Деякі теми в текстах Дель Рей зустрічаються практично в кожному альбомі, зокрема любов до США та американських міст (насамперед до Нью-Йорку, Лос-Анджелесу та Голлівуду), патріотизм, зображення куріння та вживання наркотиків, релігійні образи, згадки відомих американських знаменитостей та таких музичних жанрів, як джаз і блюз. Співачка часто говорила, що її тексти мають автобіографічний характер, хоча сполучна ланка пісень в усіх платівках – лірична героїня.

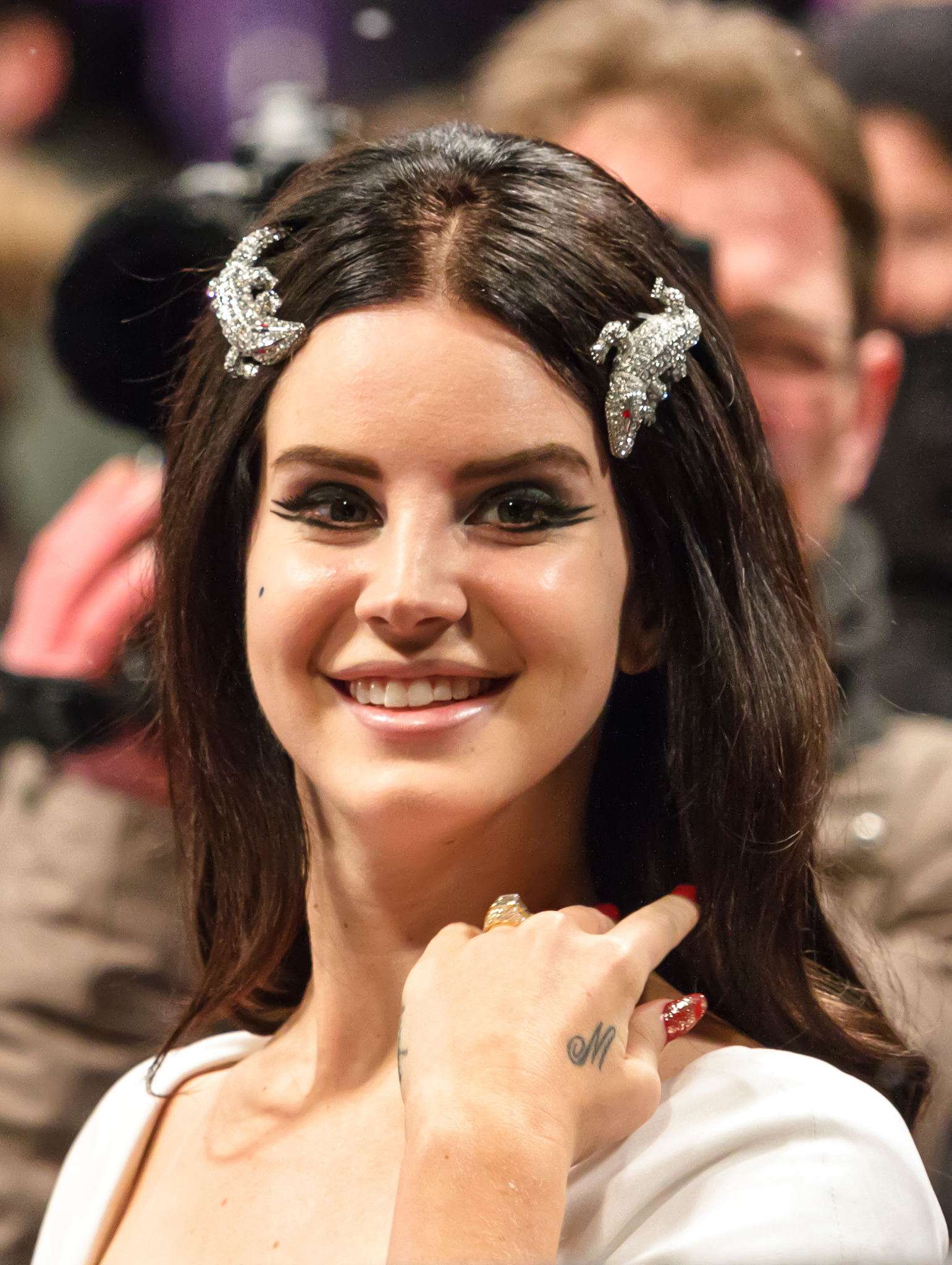
Дель Рей під час премії Echo Awards 2013.

Теми Born to Die, альбому, який приніс Лані Дель Рей популярність – це насамперед секс та наркотики, тоді як образ виконавиці зближується з Лолітою. В інтерв'ю MTV Дель Рей повідомила, що цей альбом – «похмура історія кохання». Пізніше вона зазначала, що тематика альбому ґрунтувалася на її житті, особливо на стосунках, які не склалися. Платівка поєднує мотиви розпачу, туги та емоційної свободи. З погляду Кемерона Адамса з австралійської газети Herald Sun, співачка позбулася впливу інших виконавців і зуміла створити власну «музичну зону комфорту», що включає «кінематографічну атмосферу гетто, тексти про наркотики, чоловіків, смерть, Голлівуд». У «загадкових» текстах Ultraviolence досліджуються переважно ті самі теми: домашнє насильство, любов та юність, зрада у стосунках, значення грошей, сексуальність, психотропні речовини. 
Наступний альбом, Honeymoon, насамперед про самотність. У ньому порушуються такі теми, як нещасна любов, приречене життя, жорстокість людей і спроби «втекти» від реальності, а також хтивість, ескапізм, ідеї еротизму, порожніх обіцянок, того, що означає бути жінкою і того, що є «справжньою американською душею». Говорячи про Lust for Life, то в інтерв'ю для британського журналу Elle, Лана розповіла, що багато рядків пісень надихнуті політичними подіями у США, зокрема Маршу жінок. Daily Telegraph заявив, що альбом «пропускає трохи світла в темряву минулих робіт Дель Рей».
Norman Fucking Rockwell! досліджує як нові, так і вже раніше торкнуті Ланою в минулих роботах теми. Серед них найосновніші: ностальгія, занепад культури, політика, надія, кохання, рефлексія, ескапізм та інші. І тоді як в ранніх роботах Лана ідеалізувала Америку, ностальгувала за так званим «золотим віком Голлівуду», активно використовувала зображення прапора в кліпах і концертах, виявляючи патріотизм, наступ «ери Трампа» віщував американцям «стрибок у невідомість». Цей страх позначився на творчості співачки, тому образ США «просочився» реалізмом. Пісні альбому Chemtrails Over the Country Club досліджують різні аспекти популярності та питання автентичності, а також присвячені втечі від слави та місцю музиканта в індустрії. Заміський клуб про який йдеться в назві — метафора багатого суспільства, яке жило після закінчення Другої світової війни за часів зародження ідеї так званої «американської мрії з її блискучими сукнями та білими парканами». У текстах Blue Banisters досліджуються такі теми, як самопізнання та особисте життя. Крім того в ньому зображені почуття Дель Рей щодо кризи культури в період пандемії COVID-19. В альбомі Did You Know That There's a Tunnel Under Ocean Blvd обговорено питання сім'ї та спадщини (як творчої, так і біологічної (продовження роду)), яким Лана майже не приділяла уваги в минулих платівках. Там вона також кілька разів згадувала про бажання завести дітей з відповідним партнером та про непрості стосунки з матір'ю.

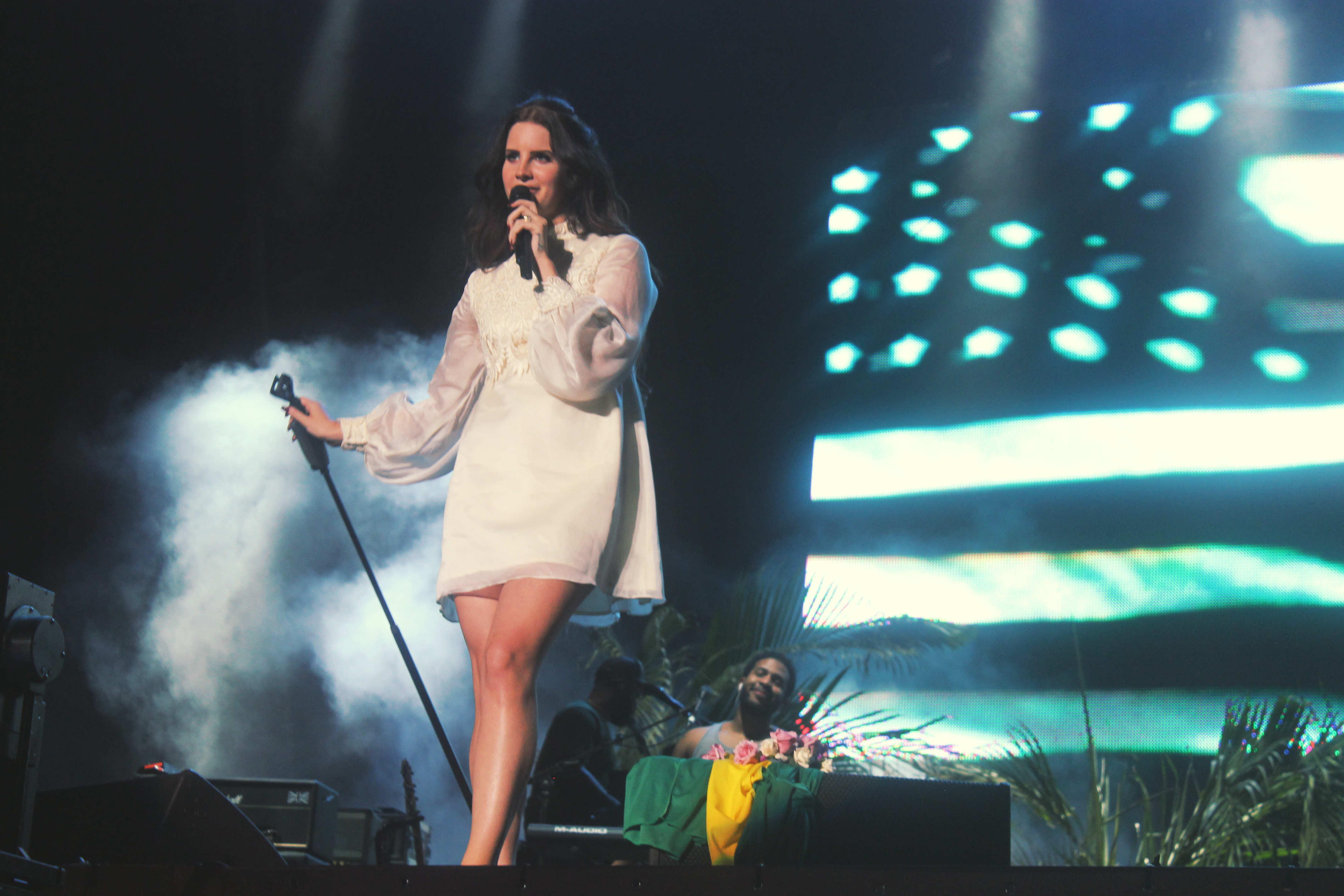
Виступ Лани під час фестивалю Planeta Terra.

### Голос й тембр
Дель Рей має широкий вокальний діапазон контральто, який охоплює більше трьох октав і був описаний як «чарівний та дуже емоційний, такий, що легко переходить від високого дівочого звучання до низького джазового». Вокал співачки в альбомі Born to Die був відносно низьким, і в одному з інтерв'ю Дель Рей розповіла чому: «Люди не сприймали мене всерйоз, тому я знизила свій голос, вважаючи, що це допоможе мені виділитися. Тепер співаю досить низько, як для співачки». Після того, як Лана виконала дві пісні з цього альбому на шоу «Saturday Night Live», критики й публіка негативно відгукувалися про її вокал, назвавши виконання Дель Рей нерівним і вокально хитким.
Пісні з наступної платівки, Ultraviolence, які були записані наживо, найчастіше з першої спроби та без високопрофесійної звукообробки, отримали позитивне критичне сприйняття. Критики особливо відзначали широкий діапазон, впевненість у голосі і унікальний спосіб передачі емоцій. Під час однієї із сесій Дель Рей дізналася про технологію множинного накладання звукових доріжок голосу, що, однак, було відзначено складним для її концертних виступів, оскільки вимагало б багато бек-вокалісток, які повинні були наслідувати голос Лани. Також зазначалося, що боротьба зі страхом сцени була однією з найсильніших проблем під час концертів співачки, хоча вже у 2014 році журналісти писали, що впевненість Дель Рей на виступах стрімко зросла. Журналіст Billboard назвав дебютне виконання «West Coast» на фестивалі  «Коачелла» у 2014 році «видатним виступом» та зробив акцент на покращених вокальних здібностях співачки. Інші критики називали її голос «привабливим», «виразним», та таким, що «нагадує Мерилін Монро». Після виходу Honeymoon у 2015 році, критик Los Angeles Times Мікаель Вуд порівняв голос співачки із голосом Ерти Кітт.

## Особисте життя
На початку своєї кар'єри Дель Рей заявила, що у підлітковому віці страждала від алкогольної залежності, але з 2004 року не вживає алкоголь. В інтерв'ю журналу GQ, яке виконавиця дала у 2012 році, вона розповіла, що в віці чотирнадцяти років батьки відправили її до школи Кента, де їй і допомогли повністю вилікуватися: «Я могла пити щодня. Я могла пити на самоті. І я думала, що все, що відбувалося, страшенно круто. Багато з того, що я написала для Born to Die, — це згадка саме про ті дні. Коли я пишу про ті речі, які втратила, у мене відразу виникає почуття, ніби я пишу про алкоголь, бо це перше кохання мого життя».
Себе співачка називає католичкою, додавши в інтерв'ю: «Я люблю співати в церкві, люблю релігійні пісні та гімни». При цьому вона зазначила, що більше не є католичкою у традиційному розумінні цього слова, але визнає, що свого часу релігія сильно вплинула на її життя. Лана Дель Рей вірить у Бога. У 2011 році вона сказала: «Моє розуміння Бога випливає з мого особистого досвіду... тому що я стільки разів потрапляла у біду в Нью-Йорку, що якби ви були мною, ви б теж повірили в Бога...». 2013 року Дель Рей заявила про те, що є вболівальницею англійського футбольного клубу «Ліверпуль».

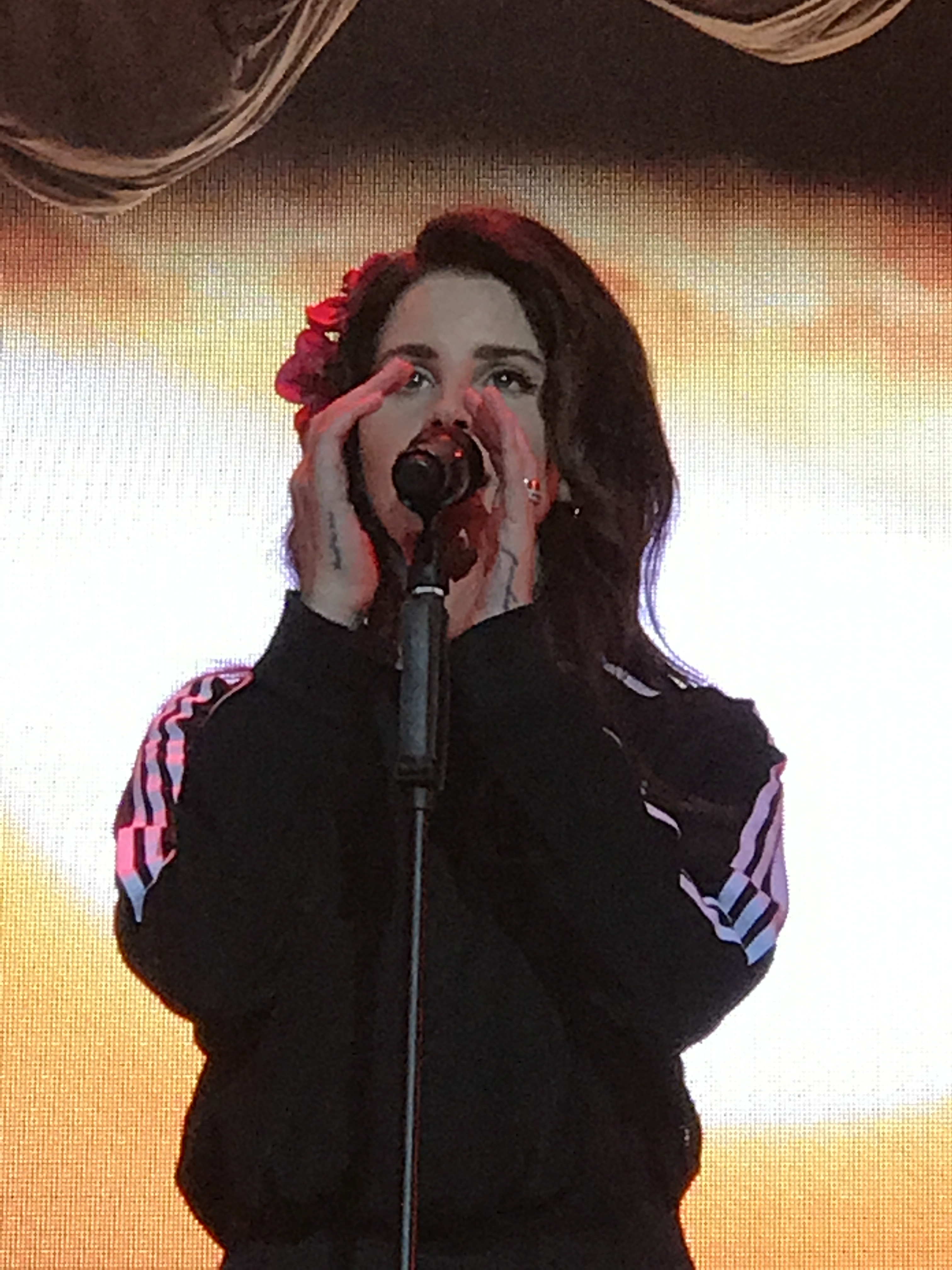
Дель Рей у 2017 році.

Дель Рей має кілька татуювань: на правій руці знаходиться напис «trust no one» (з англ. нікому не довіряй), тоді як на безіменному пальці цієї ж руки — фраза «die young» (з англ. померти молодою). В інтерв'ю для видання Les Inrockuptibles виконавиця розповіла про бажання звести татуювання «trust no one»: «Воно все ще там, але я думаю про те, щоб звести його; суто через те, що тату надто впізнаване, а я мрію загубитися в натовпі. Але у глибині душі я, як і раніше, так думаю». На лівій руці Лани є буква «M» на честь її бабусі Мадлен, а також напис «Paradise» (з англ. Рай). На правому зап'ясті Дель Рей є татуювання з прізвищами двох її улюблених письменників: «Nabokov Whitman», а на лівому — назва її улюбленого готелю «Chateau Marmont». На верхній частині грудей є тату з посиланнями на улюблених співачок Лани: «Whitney Amy» та «Nina Billie». Час від часу вона робила непостійні татуювання, це зокрема фраза «revenge» (з англ. помста), «life is beautiful» (з англ. життя прекрасне) і простий знак нескінченності.

### Стосунки
З серпня 2011 року по червень 2014 року Дель Рей перебувала в стосунках із солістом гурту Kassidy, Баррі Джеймсом О'Ніллом. Раніше вона також зустрічалася із рок-музикантом Стівеном Мертінсом, який продюсував її дебютну платівку Lana Del Ray до того, як згодом альбом був перезаписаний з Девідом Кейном. З липня 2014 року по листопад 2015 року Дель Рей була в стосунках з італійським фотографом та режисером Франческо Карроззіні, що у 2014 році зрежисував її музичне відео на пісню «Ultraviolence». 2017 року британське видання The Mirror повідомило про можливий роман Лани та американського репера G-Eazy, що були помічені разом на фестивалі Коачелла. Повідомляється, що співак замінив у своїй пісні «Him & I» голос Дель Рей на голос Halsey, з якою він почав зустрічатися незабаром після коротких стосунків з Ланою. Їхнє розставання не було мирним — у 2020 році G-Eazy присвятив Дель Рей кілька рядків з своєї композиції «Moana»: «Я знаю Кейшу і я знаю Лану / Вони намагаються повернути мене, але я кажу: „Ні, ні, ні“». За даними People, у вересні 2019 року Дель Рей почала стосунки з поліцейським Шоном Стіксом Ларкіним. Вони зустрічалися шість місяців й зробили кілька спільних появ на червоних доріжках, перш ніж вирішили розійтися. Під час інтерв’ю New York Times у березні 2020 року Ларкін підтвердив, що вони з Ланою «просто друзі», додавши: «Ми все ще спілкуємося, просто зараз у нас напружені графіки». У грудні 2022 року шанувальники помітили на руці Дель Рей кільце під час виступу на «The Tonight Show Starring Jimmy Fallon». Наступного дня джерело People заявило, що Лана заручилась з Клейтоном Джонсоном, своїм бойфрендом-музикантом, з яким вона зустрічалася вже чотири місяці на той момент, познайомившись в додатку для знайомств. Чутки про заручини не були підтверджені чи спростовані самою виконавицею.

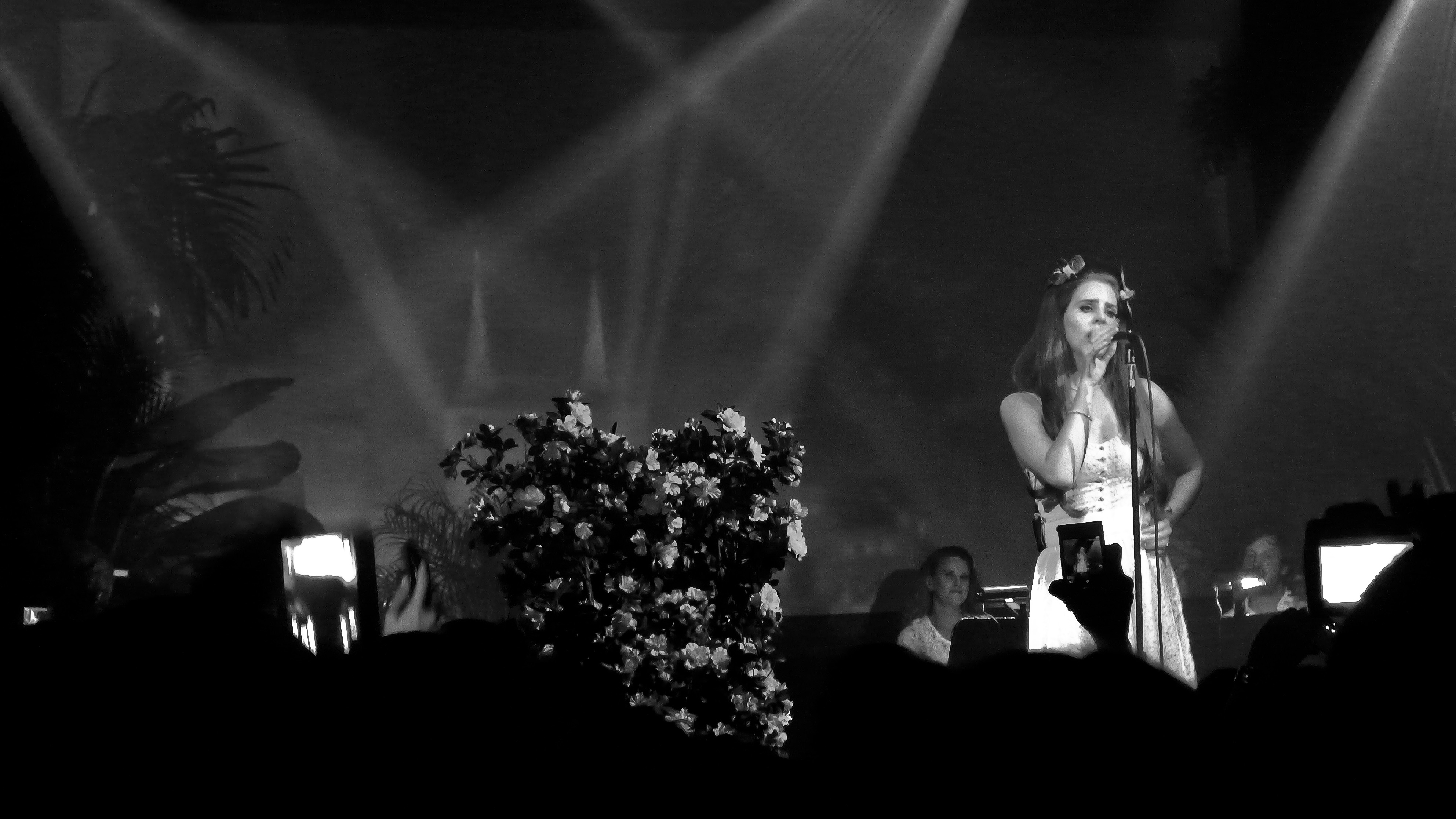
Лана виступає в Irving Plaza, Нью-Йорк.

 У серпні 2024 року поширилися чутки про те, що Лана Дель Рей почала зустрічатися з мисливцем на алігаторів із Луїзіани - Джеремі Дюфреном. У чоловіка є двоє дітей від попереднього шлюбу. Лану та Джеремі побачили разом у Редінзі перед її концертом. У соцмережах з'явився акаунт, ніби доньки Джеремі, яка писала, що її батько залишив родину через Дель Рей. Лана заперечила це. Пізніше виявилося, що акаунт "доньки" фейковий. Через кілька днів Лана та Джеремі з'явилися разом в Нью-Йорку, тим самим підтвердивши їхні стосунки. 
27 вересня 2024 року вони одружилися пара обмінялася клятвами біля водоймища в Дез-Алеманді, штат Луїзіана. Урочистість пари відбулася у присутності найближчих та рідних.

### Погляди
Дель Рей, названа багатьма джерелами як антифеміністка, спростувала це в інтерв'ю журналу The Fader, сказавши: «Для мене питання фемінізму є просто не цікавою концепцією. Я більше зацікавлена у SpaceX і Tesla, та в тому, чого досягнуть наші міжгалактичні можливості. Коли люди обговорюють тему фемінізму, я відповідаю: «Господи, мені це не дуже цікаво». Я багато чого не знаю про історію цього руху, і тому не є компетентною в цьому питанні людиною». 2017 року Лана пояснила свій оновлений погляд в інтерв'ю Pitchfork: «Культура змінилася. Зараз це більш доречно, ніж при адміністрації Обами, коли принаймні всі, кого я знала, почувалися в безпеці. Це був гарний час». Після випадків звинувачень Гарві Вайнштейна в сексуальному насиллі, Дель Рей висловила свою підтримку руху «MeToo» і назвала себе феміністкою. 2020 року вона висловила свою підтримку третій хвилі фемінізму. У травні того ж року її розкритикували за публікацію в Instagram, у якій вона захищалася від звинувачень щодо романтизації насильства, зокрема вказуючи на ряд інших співачок та те, як вони також співають про неідеальні стосунки. Дель Рей назвали расисткою, бо всі названі у її публікації жінки — не білошкірі. Сама Лана спростувала ці слова, заявивши, що любить музику кожної з них, і її слова не стосуються шкіри.
Дель Рей часто критикувала колишнього президента США Дональда Трампа. Вона описала його як «самозакоханого соціопата», заявивши, що його психічний стан робить його позбавленим будь-якого розуміння того, до чого можуть призвести його слова та дії. 2018 року вона критикувала Каньє Веста за його підтримку Трампа, а в листопаді 2020 року привітала обрання Джо Байдена президентом Сполучених Штатів, зробивши кавер на пісню «On Eagles' Wings». Після опублікування обкладинки альбому Chemtrails Over the Country Club, на якій зображені подруги Дель Рей, ЗМІ знову почали називати її расисткою через відсутність темношкірих жінок на фотографії. Вона відповіла на це: «Мої найкращі друзі — репери, мої хлопці були реперами. [...]. Я лише викладаю своє життя й думки, висловлюю свою любов тут».

### Філантропія
Сингл «Looking for America» вийшов у відповідь на масову стрілянину в Ель-Пасо і Дейтоні 3-4 серпня 2019 року, а всі доходи від пісні пішли у фонди допомоги жертвам. У жовтні 2020 року Дель Рей пожертвувала 350 000 доларів США від продажу своєї книги «Violet Bent Backwards over the Grass» на проєкт Dig Deep Water, який забезпечує чистою водою деякі з найбільш вразливих спільнот корінного народу США — навахо.

## Лана Дель Рей та Україна
Під час свого другого офіційного туру Paradise Tour, що розпочався у 2013 році для просування перевидання альбому Born to Die та мініальбому Paradise, під назвою Born To Die: The Paradise Edition, Дель Рей вперше побувала в Україні. Концерт відбувся 10 червня 2013 року в палаці «Україна», Київ. На розігріві виступав український гурт The Maneken.
Після початку повномасштабного вторгнення, 13 квітня 2022 року Дель Рей на знак підтримки України опублікувала два дописи у своєму Instagram — березневу обкладинку журналу Time з зображенням розгорнутого 45-метрового полотна із фотографією п'ятирічної дівчинки біля будівлі Львівського національного академічного театру опери та балету та відеозвернення Володимира Зеленського під час 64-ї премії «Греммі». 18 червня 2022 року вона опублікувала ще один допис, підписавши його «Day 114 of the war» (з англ. 114 день війни).

## Дискографія

### Демоальбоми
- Sirens (2004)

### Альбоми
- Lana Del Ray (2010)
- Born to Die (2012)
- Ultraviolence (2014)
- Honeymoon (2015)
- Lust for Life (2017)
- Norman Fucking Rockwell! (2019)
- Chemtrails Over The Country Club (2021)
- Blue Banisters (2021)
- Did You Know That There's a Tunnel Under Ocean Blvd (2023)
- Lasso (2025)

### Сингли
- Henry, come on (2025)
- Bluebird (2025)

### Мініальбоми
- Kill Kill (2008)
- Lana Del Rey (2012)
- Paradise (2012)
- Tropico (2013)

### Перевидання
- Born To Die: The Paradise Edition (2012)

## Фільмографія
| Рік  | Назва українською                                  | Оригінальна назва                                  | Роль                            |
| ---- | -------------------------------------------------- | -------------------------------------------------- | ------------------------------- |
| 2010 | Біля басейну                                       | Poolside                                           | Ліза                            |
| 2012 | Національний гімн                                  | National Anthem                                    | Жаклін Кеннеді                  |
| 2012 | Поїздка                                            | Ride                                               | Повія                           |
| 2013 | Тропіко                                            | Tropico                                            | Єва/Діва Марія                  |
| 2015 | Привіт, як ти, Деніел Джонстон?                    | Hi, How Are You Daniel Johnston?                   | Виконавчий продюсер             |
| 2016 | Дивак                                              | Freak                                              | Памела Курсон                   |
| 2017 | Башта з пісні: меморіальний триб'ют Леонарду Коену | Tower of Song: A Memorial Tribute to Leonard Cohen | Грає себе                       |
| 2019 | Різдвяне шоу Кейсі Масгрейвс                       | The Kacey Musgraves Christmas Show                 | Грає себе                       |
| 2019 | Норман, чортів, Роквелл!                           | Norman Fucking Rockwell!                           | Стервочка з пляжу Веніс; монтаж |

## Тури
- Born to Die Tour (2011–2012)
- Paradise Tour (2013–2014)
- The Endless Summer Tour (2015)
- LA to the Moon Tour (2018)
- The Norman Fucking Rockwell! Tour (2019)